# 30. November
Der 30. November ist der 334. Tag des gregorianischen Kalenders (der 335. in Schaltjahren), somit bleiben 31 Tage bis zum Jahresende.

## Ereignisse

### Politik und Weltgeschehen
- 1601: Die englische Königin Elisabeth I. richtet im Palace of Whitehall die Goldene Rede an die versammelten Parlamentsmitglieder, die sich bei ihr wegen ihrer Verteilung von Handelsrechten beschweren wollten.
- 1612: Im zweitägigen Seegefecht vor Suvali an der Küste von Gujarat (Indien) siegen vier Galeonen der English East India Company über vier Naos der Portugiesischen Indien-Armada. Dies läutet das Ende der seit der Seeschlacht von Diu am 3. Februar 1509 andauernden portugiesischen Seeherrschaft im westlichen Indischen Ozean ein.

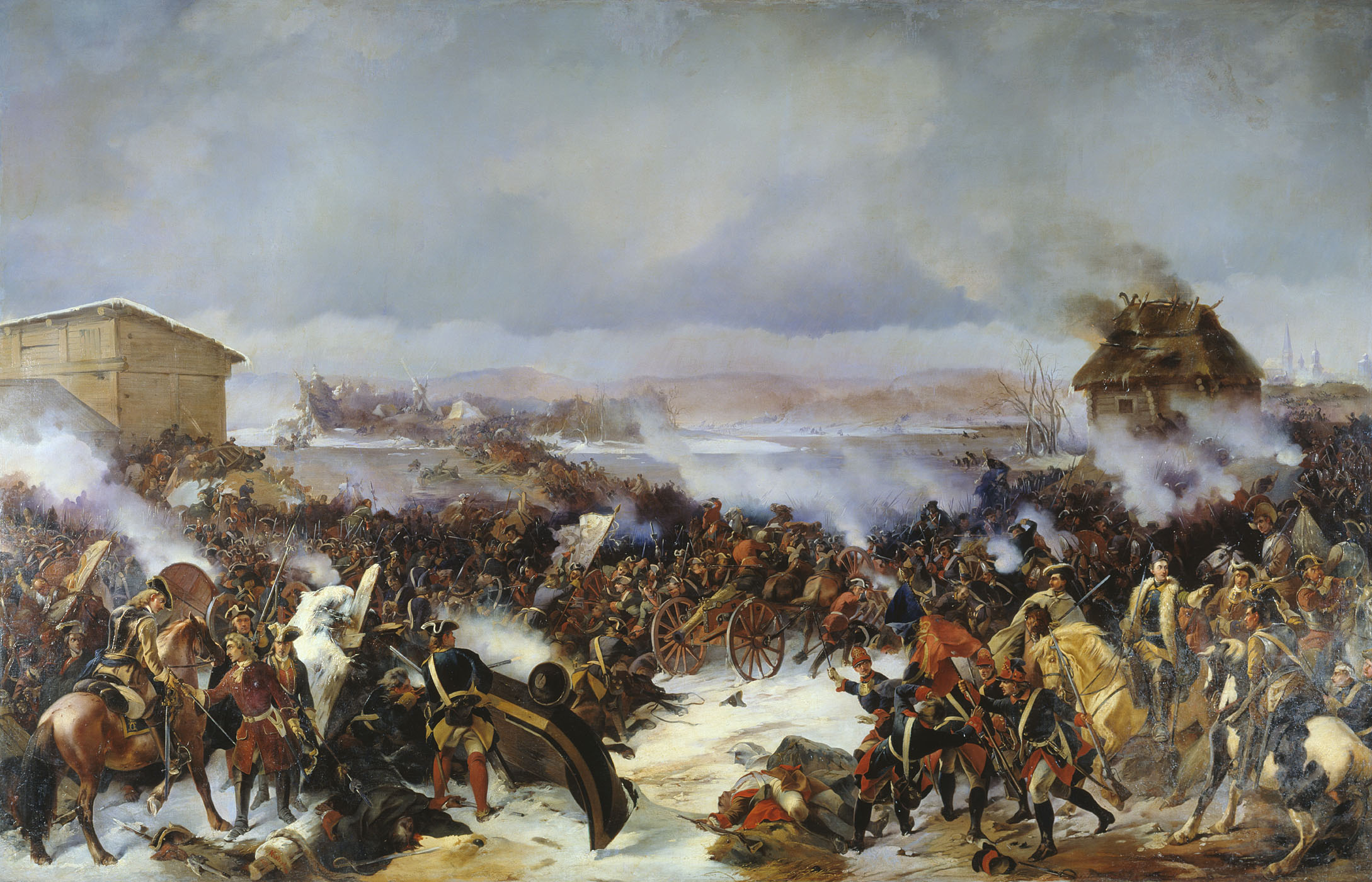
1700: Schlacht bei Narva

- 1700: Im Verlauf des Großen Nordischen Krieges schlägt König Karl XII. von Schweden den russischen Zaren Peter I. in der Schlacht bei Narva.
- 1782: Zwischen den siegreichen nordamerikanischen Kolonien und der britischen Krone wird in Paris ein vorläufiges Friedensübereinkommen zur Beendigung des Amerikanischen Unabhängigkeitskrieges unterzeichnet.
- 1786: Der spätere Kaiser (1790 bis 1792) Leopold II. von Habsburg-Lothringen schafft in seinem Stammland Toskana als erstem Land der Welt die Todesstrafe sowie die Folter ab.
- 1807: Infolge des mit Spanien geschlossenen Vertrages von Fontainebleau besetzen französische Truppen unter General Andoche Junot während der Napoleonischen Kriege auf der Iberischen Halbinsel die portugiesische Hauptstadt Lissabon.
- 1838: Im Kuchenkrieg erklärt Mexiko Frankreich nach dem Angriff der französischen Flotte auf Veracruz den Krieg.

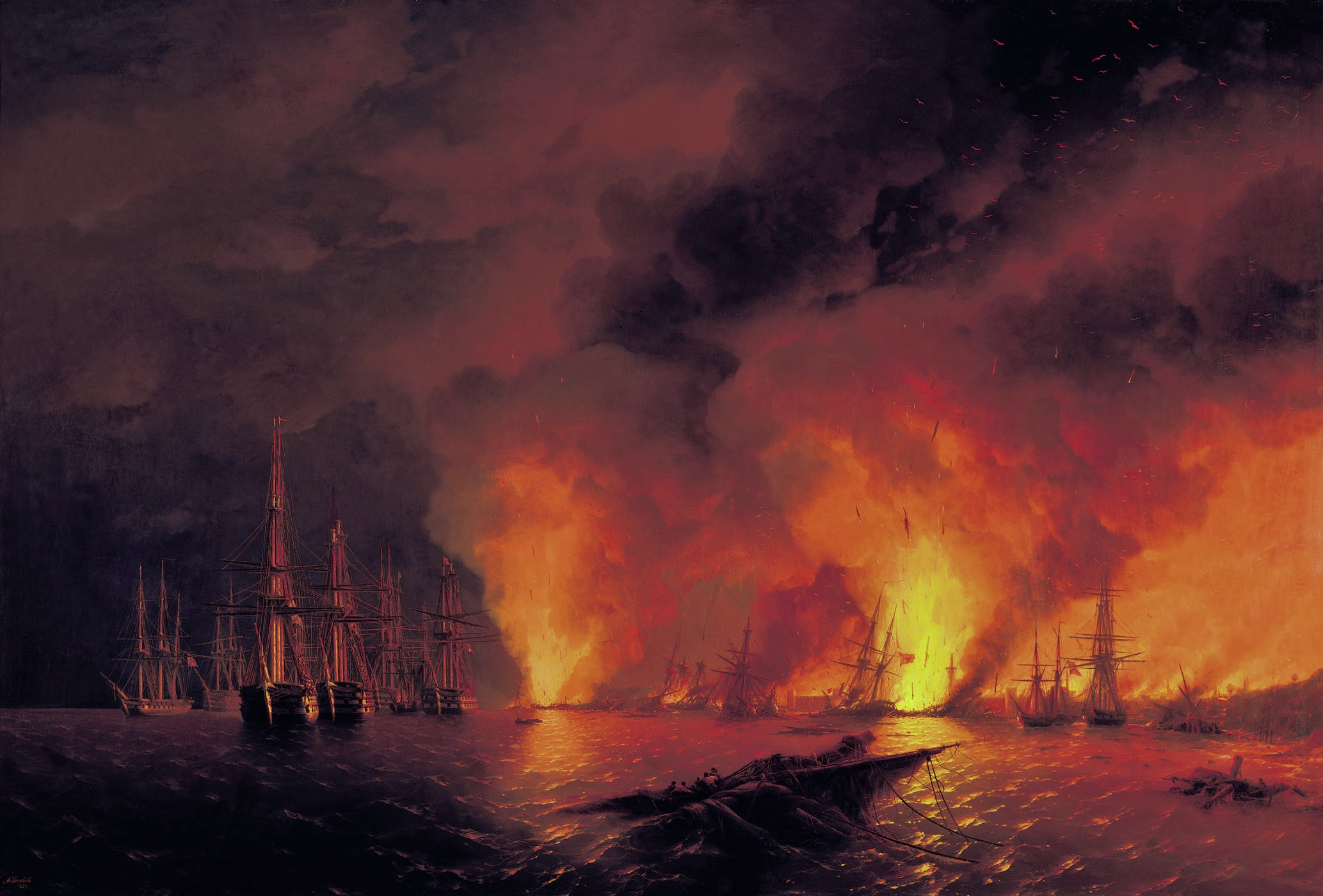
1853: Seeschlacht bei Sinope

- 1853: In der Seeschlacht bei Sinope während des Krimkrieges vernichtet die russische Schwarzmeerflotte unter Vizeadmiral Pawel Stepanowitsch Nachimow die osmanische Flotte. In unmittelbarer Folge entschließen sich Großbritannien und Frankreich zum Beistand des Osmanischen Reiches und treten wenige Monate später in den Krieg ein.
- 1870: In der Schlacht bei Villiers während des Deutsch-Französischen Krieges endet ein Ausfall aus dem eingeschlossenen Paris mit der Zurückschlagung der französischen Mobilgarden durch württembergische und sächsische Truppen.
- 1918: Im Akt von Tilsit fordern etwa zwei Dutzend Lietuvininkai die Abtrennung Kleinlitauens von Preußen und die Angliederung an Litauen. Der Akt bildet später die Grundlage für die Besetzung des Memellandes durch Litauen.
- 1919: In der ersten freien Volksabstimmung in Deutschland votieren über 88 % der Stimmberechtigten im Freistaat Coburg gegen den Zusammenschluss mit den thüringischen Staaten. Daraufhin kommt es 1920 zur Vereinigung mit dem Freistaat Bayern.
- 1920: Liberato Ribeiro Pinto wird Ministerpräsident von Portugal.
- 1938: Der tschechoslowakische Politiker Emil Hacha wird zum Staatspräsidenten der Zweiten Tschecho-Slowakischen Republik gewählt.
- 1939: Mit dem Überfall sowjetischer Truppen auf Finnland beginnt der Winterkrieg, der bis zum 13. März 1940 dauern wird und dem etwa 127.000 sowjetische Soldaten und 25.000 Finnen zum Opfer fallen.
- 1942: Die Seeschlacht bei Tassafaronga während des Zweiten Weltkriegs zwischen den USA und Japan endet mit einem Sieg für die Japaner.
- 1942: Der Hungerkost-Erlaß des Bayerischen Staatsministers des Inneren legalisiert die Unterernährung und führt damit zum Tod vieler tausender Psychiatrie-Patienten in Bayern.

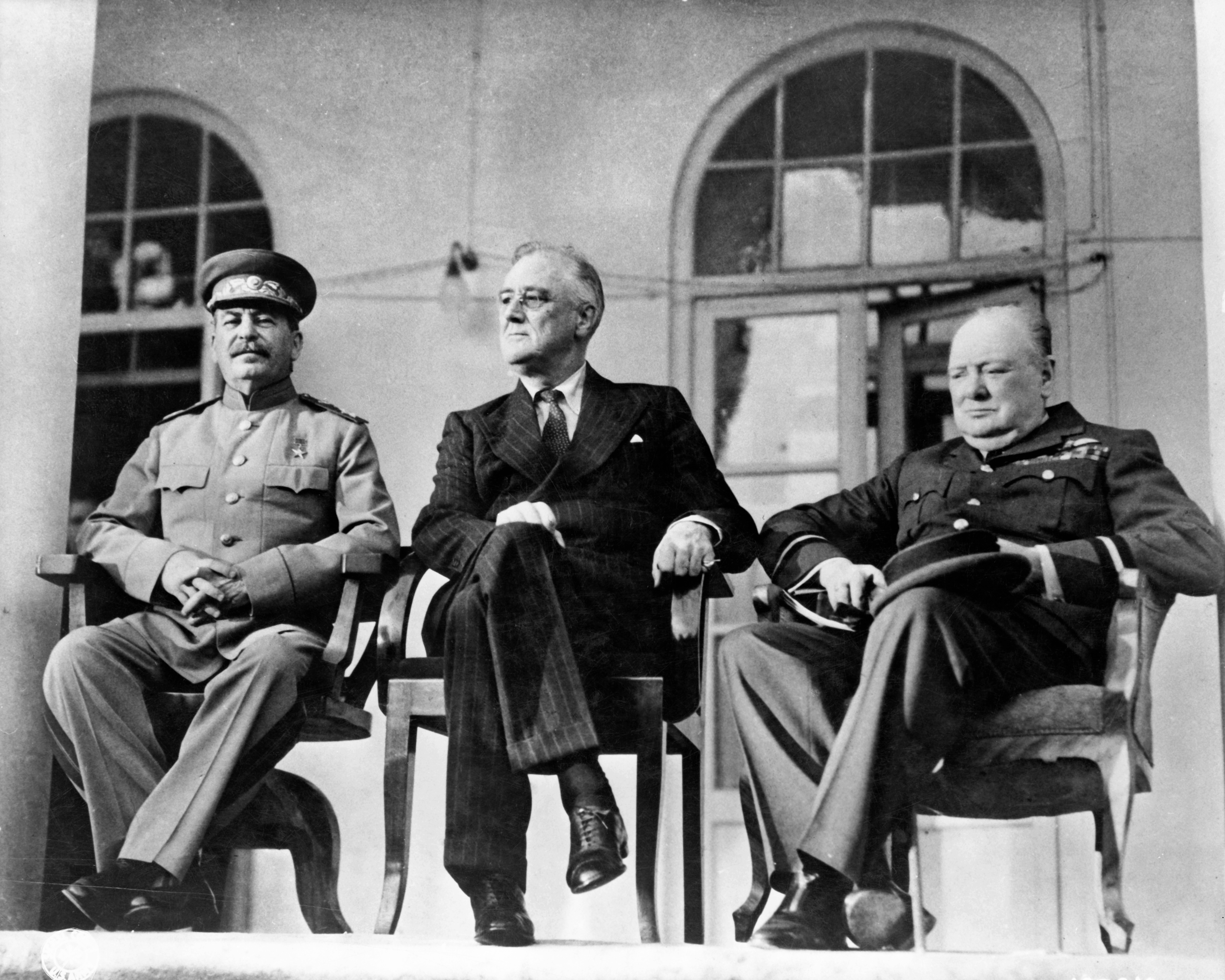
1943: Stalin, Roosevelt und Churchill in Teheran

- 1943: Winston Churchill, Franklin D. Roosevelt und Josef Stalin einigen sich bei der Konferenz von Teheran im Zweiten Weltkrieg auf die Durchführung der militärischen Operationen Overlord und Anvil im Juni 1944.
- 1945: Im Alliierten Kontrollrat akzeptiert die Sowjetunion das Einrichten dreier Luftkorridore zwischen Berlin und den westlichen Besatzungszonen in Deutschland für alliierte Flugzeuge.
- 1948: Eine von der SED-Fraktion einberufene „Stadtverordnetenversammlung“ erklärt den Berliner Magistrat für abgesetzt und wählt Friedrich Ebert zum Oberbürgermeister. Im sowjetischen Sektor hat die Besatzungsmacht eine für den 5. Dezember geplante gemeinsame Wahl zur Berliner Stadtverordnetenversammlung verboten. Die Teilung der Stadt konkretisiert sich.

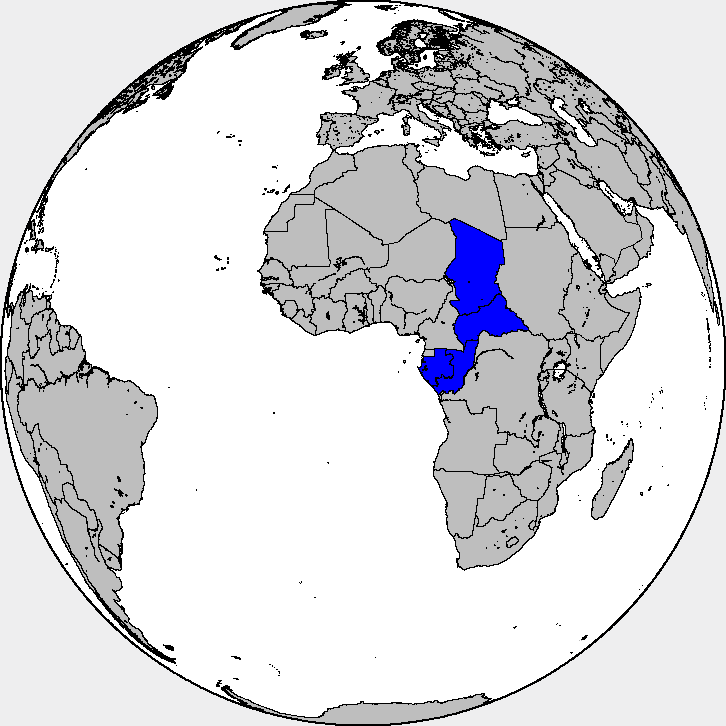
1958: Französisch-Äquatorialafrika

- 1958: Französisch-Äquatorialafrika wird aufgelöst. Es entstehen dafür die vier Länder Republik Kongo, Gabun, Tschad und Zentralafrikanische Republik, die im Jahr 1960 unabhängig werden.
- 1962: Sithu U Thant wird zum Generalsekretär der Vereinten Nationen gewählt.
- 1966: Barbados erhält seine Unabhängigkeit von Großbritannien.
- 1967: Die bisherige britische Kolonie Südjemen wird unter dem Namen Republik Südjemen unabhängig.
- 1970: Die Republik Südjemen wird in Demokratische Volksrepublik Jemen umbenannt.
- 1975: In Westafrika wird die Volksrepublik Benin ausgerufen, die auf die Republik Dahomey folgt.
- 1984: An der innerdeutschen Grenze werden die letzten Selbstschussanlagen von Soldaten der Grenztruppen der DDR abgebaut.
- 1989: Der Bankier Alfred Herrhausen wird in Bad Homburg vor der Höhe bei einem Bombenattentat getötet.
- 1990: Der Abriss der Berliner Mauer ist offiziell vollendet. Sechs kleine Abschnitte bleiben als Mahnmal stehen.
- 1999: In Seattle blockieren und verhindern Demonstrationen von Globalisierungskritikern die bis zum 2. Dezember geplante Ministerkonferenz der Wirtschafts- und Handelsminister der Welthandelsorganisation (WTO) an allen Veranstaltungstagen.
- 2015: Die UN-Klimakonferenz (COP21) in Paris beginnt.
- 2021: Barbados verlässt die Britische Krone und wird Republik.
- 2022: Der deutsche Bundestag ordnet den Holodomor in der Ukraine in den Jahren 1932 und 1933 als Völkermord ein.

### Wirtschaft
- 1676: In Hamburg wird die weltweit erste Feuerversicherung, die Hamburger Feuerkasse, gegründet.
- 1854: Ferdinand de Lesseps erhält vom ägyptischen Vizekönig Muhammad Said die Konzession zum Bau und Betrieb des Suezkanals für 99 Jahre für die noch zu gründende Compagnie universelle du canal maritime de Suez.
- 1901: Frank Hornby erhält in Großbritannien ein Patent auf den von ihm erfundenen Metallbaukasten. Unter dem Namen Meccano wird das Spielzeug zum Erfolg.
- 1910: Die Deutsche Hollerith Maschinen Gesellschaft m. b. H. (DEHOMAG) wird gegründet.
- 1922: In Oslo wird die private Aktiengesellschaft Vinmonopolet gegründet, die unter Staatsaufsicht steht. Das Unternehmen erhält das norwegische Alkoholmonopol. Norwegen kauft in den Jahren bis 1939 alle privaten Anteile auf und steuert seither über die Preise den Alkoholkonsum im Land.

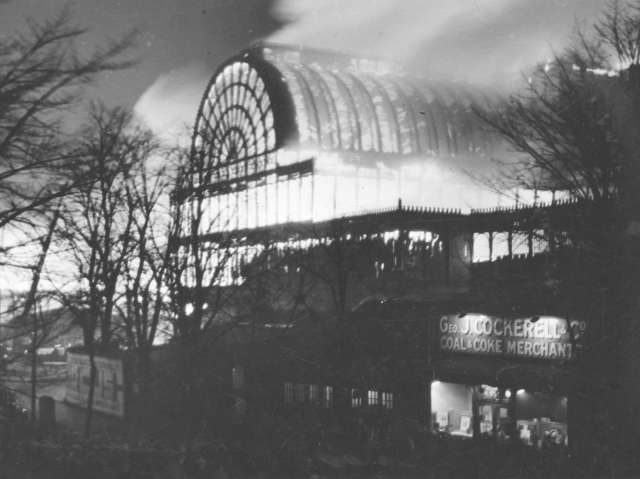
1936: Brand des Kristallpalasts

- 1936: Der Londoner Kristallpalast, ein gläsernes Ausstellungsgebäude aus dem Jahr 1851, wird durch einen Brand zerstört.
- 1945: In Österreich wird durch eine Währungsreform die 1938 eingeführte Reichsmark wieder vom Schilling abgelöst.
- 1977: In Rom wird der Internationale Fonds für landwirtschaftliche Entwicklung (IFAD) als Sonderorganisation der Vereinten Nationen gegründet.
- 1988: Die Beteiligungsgesellschaft Kohlberg Kravis Roberts & Co. wird schlagartig weltbekannt, als sie für 25 Milliarden US-Dollar den Mischkonzern RJR Nabisco erwirbt.
- 1990: Die Spielkonsole Sega Mega Drive wird in Europa veröffentlicht. Es ist die erste Videospielkonsole, welche auf einer 16-Bit-Architektur basiert.
- 1998: Die Deutsche Bank gibt die Übernahme von Bankers Trust für rund neun Milliarden US-Dollar bekannt. Sie wird somit das größte Geldinstitut der Welt.
- 1999: Atomausstieg: Der Kernreaktor Barsebäck I des Kernkraftwerkes Barsebäck in der Nähe des schwedischen Malmö wird stillgelegt.
- 1999: In den USA wird die Fusion von Exxon und Mobil Oil zur ExxonMobil Corporation vollzogen. Es entsteht damit eines der größten Unternehmen unseres Planeten.
- 1999: Der britische Rüstungskonzern BAE Systems wird gegründet.
- 2012: Die Spielkonsole Wii U von Nintendo, Nachfolger der Wii, wird in Europa veröffentlicht.

### Wissenschaft und Technik
- 1609: Galileo Galilei beobachtet zum ersten Mal den Mond mit seinem Teleskop und fertigt Zeichnungen von Gebirgen, Kratern und Ozeanen an.
- 2001: Der erste Mensch, dessen Herz vollständig durch ein Herzimplantat ausgetauscht wurde, stirbt am 152. Tag nach Einpflanzen des künstlichen Organs in einem Hospital in Louisville (Kentucky).

### Kultur
- 1809: In Paris findet die Uraufführung der Oper Pimmalione von Luigi Cherubini statt.
- 1815: In Stuttgart erfolgt die Uraufführung der Oper Der Herr und sein Diener von Conradin Kreutzer.
- 1848: Am Teatro di S. Carlo in Neapel erfolgt die Uraufführung der Oper Poliuto von Gaetano Donizetti.
- 1861: Im Covent Garden in London wird die Oper The Puritan’s Daughter von Michael William Balfe uraufgeführt.
- 1880: In Budapest findet die Uraufführung der Oper Névtelen hősök (Anonyme Helden) von Ferenc Erkel statt.

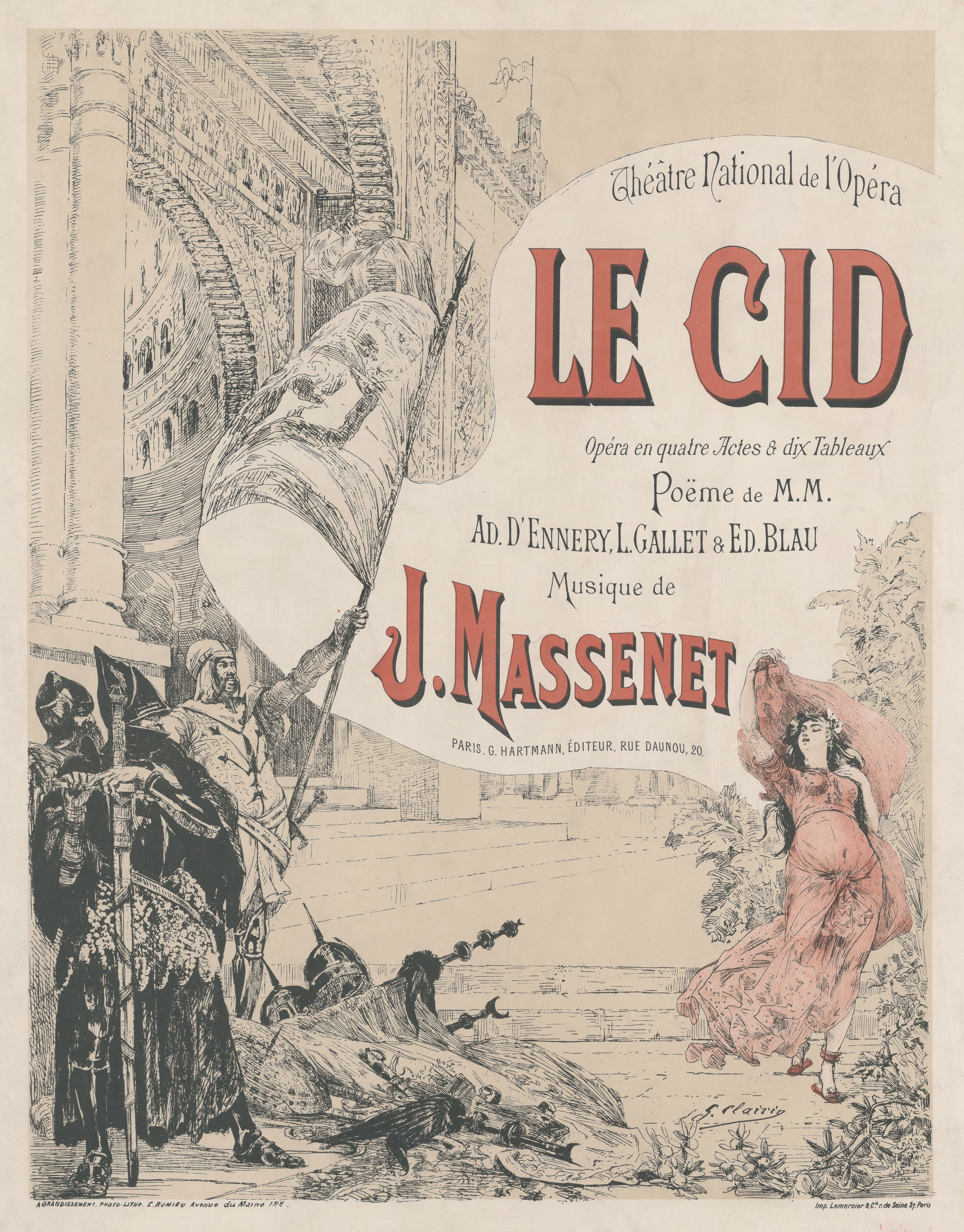
1885: Le Cid

- 1885: An der Grand Opéra Paris erfolgt die Uraufführung der Oper Le Cid von Jules Massenet.

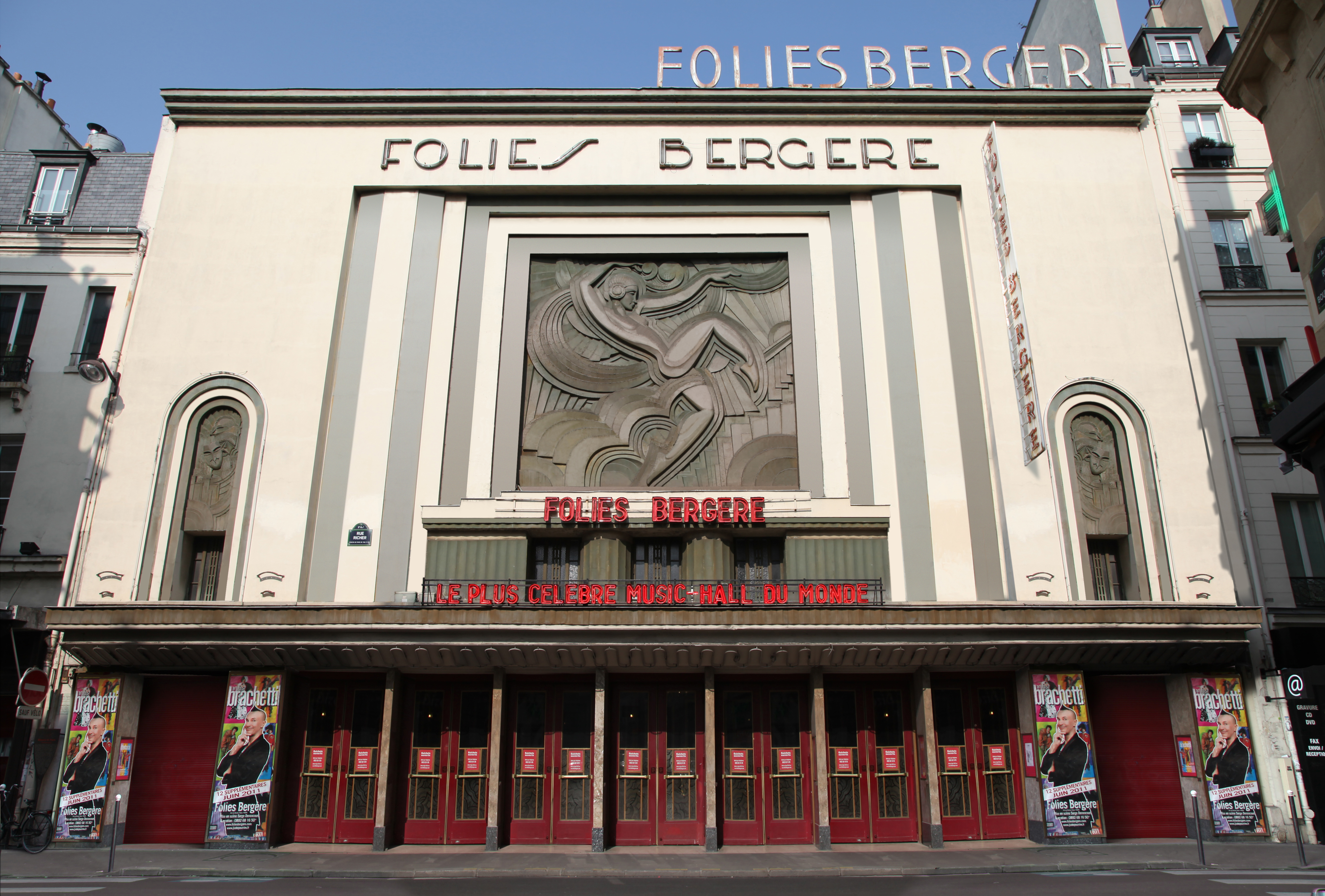
1886: Folies Bergère

- 1886: In Paris stellt das Etablissement Les Folies Bergère seine erste Revue auf die Beine.
- 1904: Am Teatro Vittorio Emanuele in Turin erfolgt die Uraufführung des Dramas Risurrezione (Auferstehung) von Franco Alfano.
- 1910: An der Opéra-Comique in Paris erfolgt die Uraufführung der Oper Macbeth von Ernest Bloch.
- 1935: In Zürich wird die Operette Hopsa von Paul Burkhard uraufgeführt.

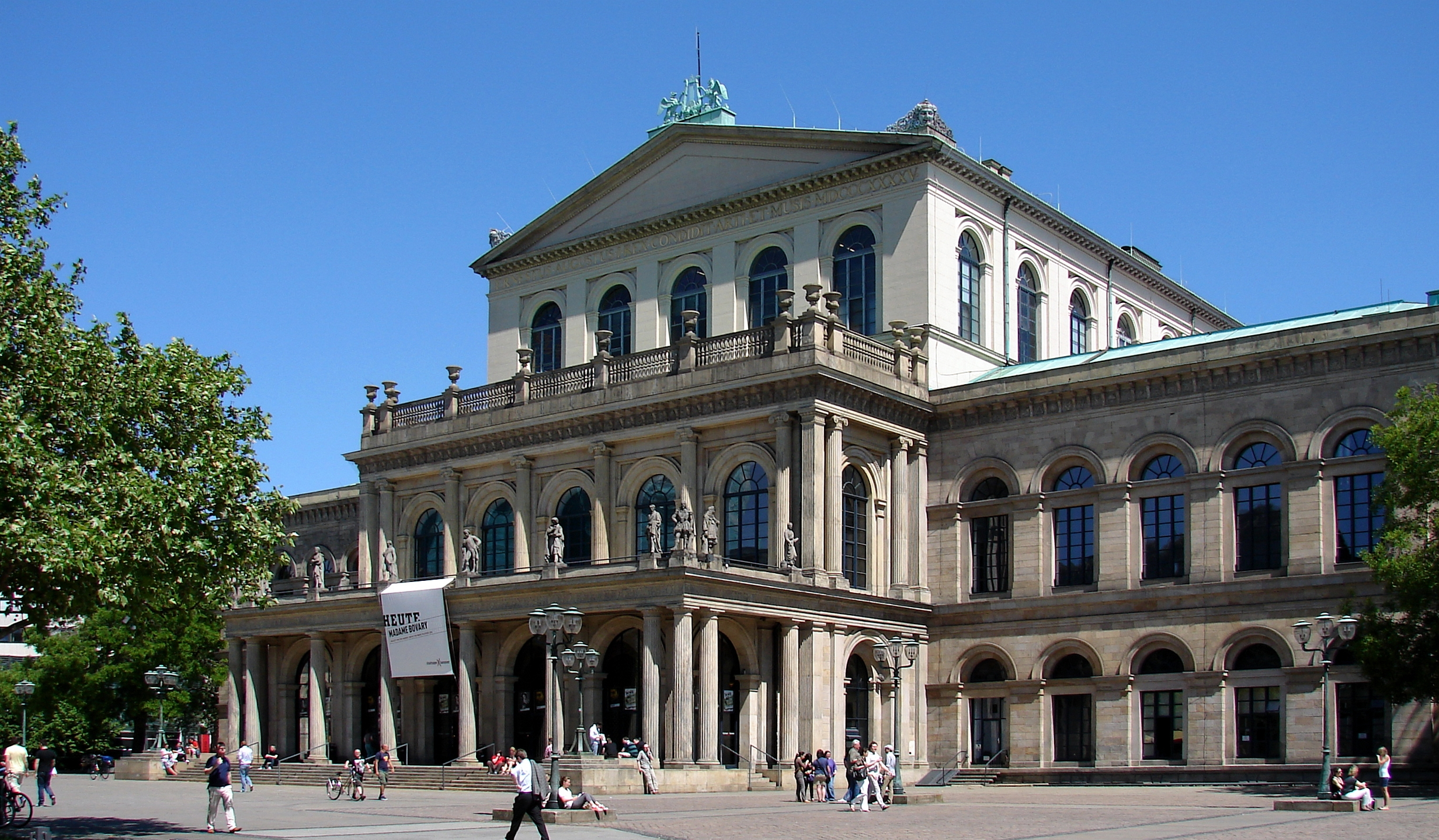
Opernhaus Hannover, eröffnet 1950

- 1950: Mit der Aufführung des Rosenkavaliers wird das wiederaufgebaute Opernhaus Hannover eröffnet.
- 1964: In Frankfurt am Main erfolgt die Uraufführung der komischen Oper Das Ende einer Welt von Hans Werner Henze.
- 1965: In Frankfurt am Main wird die Oper Das Wundertheater von Hans Werner Henze uraufgeführt.
- 1975: Keith Jarretts Album The Köln Concert erscheint.
- 1979: The Wall, ein Album der englischen Rock-Band Pink Floyd erscheint in Großbritannien. Es gilt als eines der meistverkauften Alben einer britischen Band.
- 1982: Das Album Thriller von Michael Jackson erscheint. Es wird das meistverkaufte Album der Musikgeschichte.
- 2002: Die sterblichen Überreste des französischen Schriftstellers Alexandre Dumas werden 132 Jahre nach seinem Tod im Pariser Ruhmestempel Panthéon beigesetzt.

### Gesellschaft
- 1846: Das Kaisertum Österreich schafft den diskriminierenden Judeneid in Rechtsstreitigkeiten zwischen Juden und Christen ab.
- 1948: Am Somerton Beach in Adelaide, Australien, taucht ein Mann auf, der am nächsten Tag an einem unbekannten Gift verstirbt. Der Somerton-Mann, dessen Identität und exakte Todesursache nie geklärt wird, gibt bis heute zahlreiche Rätsel auf.
- 1988: Alois M. Schader gründet in Darmstadt die Schader-Stiftung zur Förderung des Dialogs zwischen Gesellschaftswissenschaften und Praxis.
- 2001: Der später verurteilte Serienmörder Gary Ridgway wird in den USA festgenommen, nachdem DNA-Spuren bei vier Opfern mit seiner Speichelprobe übereinstimmen. Dem Green River Killer sind letztlich 49 Menschen zum Opfer gefallen.

### Religion
- 0722: Der angelsächsische Mönch Bonifatius wird in Rom zum Missionsbischof ohne festen Sitz ernannt.
- 1215: Das Vierte Laterankonzil in Rom hält seine Schlusssitzung ab.
- 1433: Die böhmischen Stände vereinbaren mit dem Konzil von Basel die Prager Kompaktaten, die bestimmte Abweichungen in Glaubenssachen zulassen.

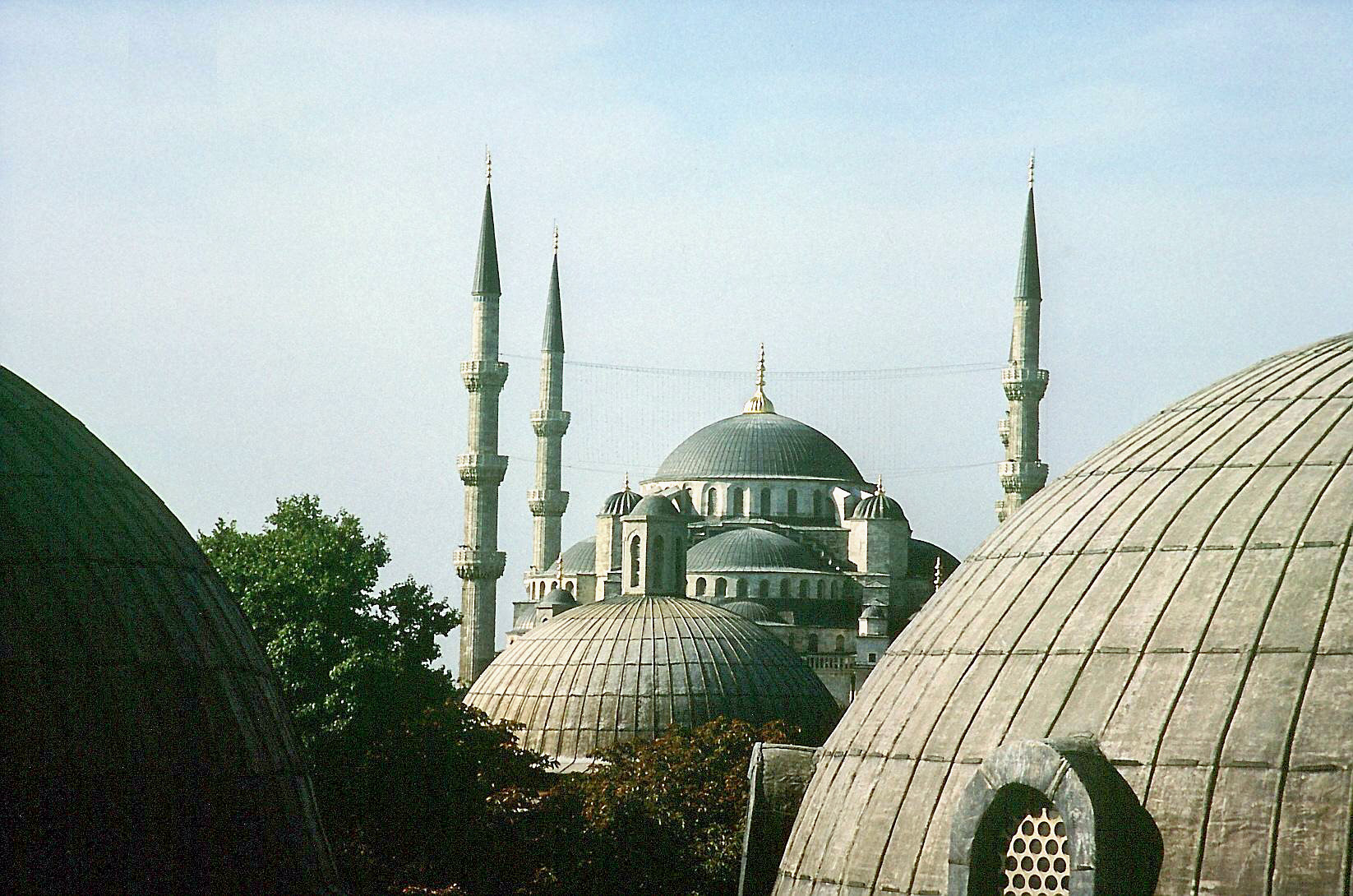
2006: Blick von der Hagia Sophia zur Sultan-Ahmed-Moschee

- 1972: Papst Paul VI. genehmigt mit der Apostolischen Konstitution Sacram Unctionem Infirmorum den ab 1. Januar 1974 anzuwendenden, modifizierten Ritus der Krankensalbung, bekannt als Letzte Ölung.
- 2006: Auf seinem Türkeibesuch unterzeichnet Papst Benedikt XVI. eine gemeinsame Erklärung mit dem Ökumenischen Patriarchen von Konstantinopel, Bartholomäus I., eine Erklärung, in der die Einheit der katholischen und der orthodoxen Kirche als Ziel genannt werden. Anschließend besucht er die Hagia Sophia und als erstes katholisches Kirchenoberhaupt die Sultan-Ahmed-Moschee.

### Katastrophen

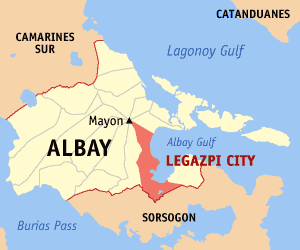
2006: Lage des Mayon

- 2006: Bei einer durch den Taifun Durian ausgelösten Schlammlawine des Vulkans Mayon auf den Philippinen kommen über 300 Menschen ums Leben.

Kleinere Unglücksfälle sind in den Unterartikeln von Katastrophe und in der Liste von Katastrophen aufgeführt.

### Natur und Umwelt

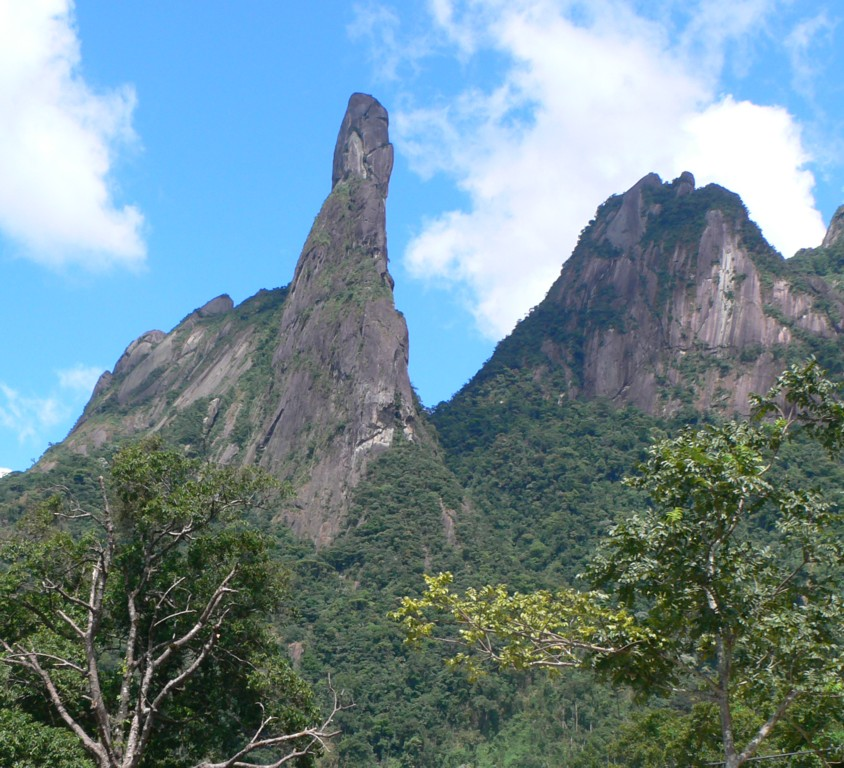
1939: Felsen im Nationalpark Serra dos Órgãos

- 1939: In Brasilien wird der Nationalpark Serra dos Órgãos im Bundesstaat Rio de Janeiro gegründet. Seine gegen Ende des Präkambriums entstandenen Felsformationen erinnern aus der Ferne an Orgelpfeifen oder die Finger einer Hand.
- 1954: In Sylacauga, Alabama, durchbricht ein 4 kg schwerer Meteorit das Dach eines Hauses und verletzt die Bewohnerin Ann Hodges. Dies ist der erste dokumentierte Fall, in dem eine Person durch ein Objekt aus dem Weltraum getroffen wurde.

### Sport
- 1872: Das erste Fußballländerspiel der Welt wird im Stadion Hamilton Crescent in Partick bei Glasgow ausgetragen. Schottland und England trennen sich 0:0.
- 1956: Der 21-jährige US-Amerikaner Floyd Patterson wird durch einen KO-Sieg über seinen Landsmann Archie Moore der bis dahin jüngste Boxweltmeister im Schwergewicht.
- 1958: In Tokio werden die zweiten Judo-Weltmeisterschaften ausgetragen.

Einträge von Leichtathletik-Weltrekorden befinden sich unter der jeweiligen Disziplin unter Leichtathletik.

## Geboren

### Vor dem 18. Jahrhundert

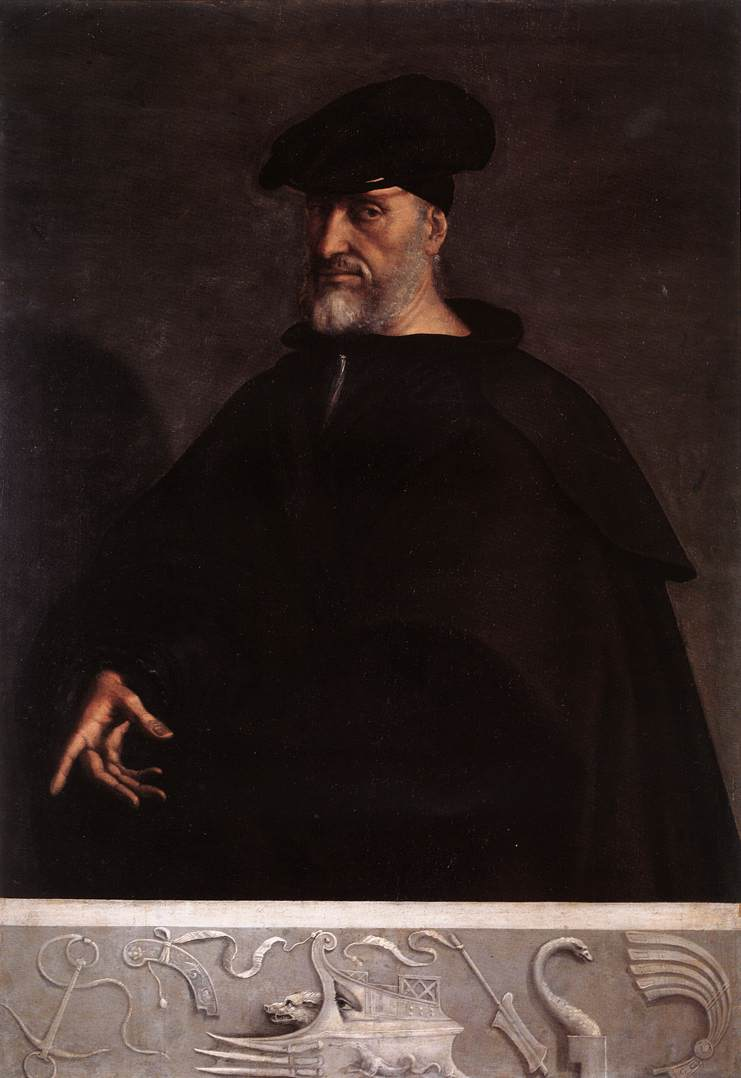
Andrea Doria (* 1466)
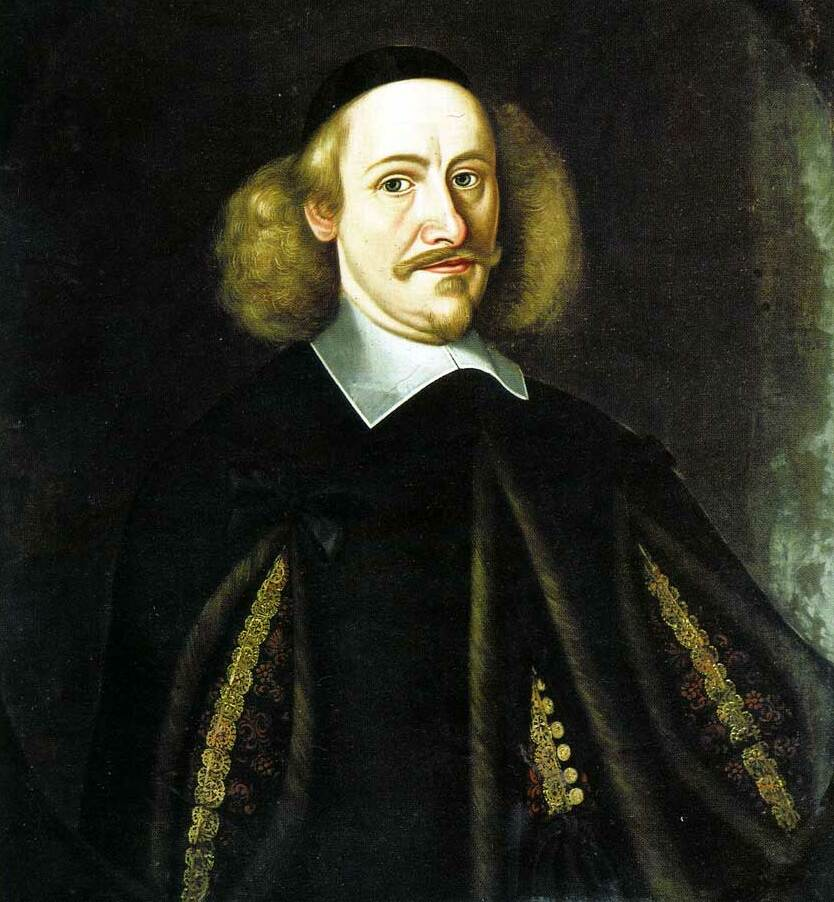
Otto von Guericke (* 1602)
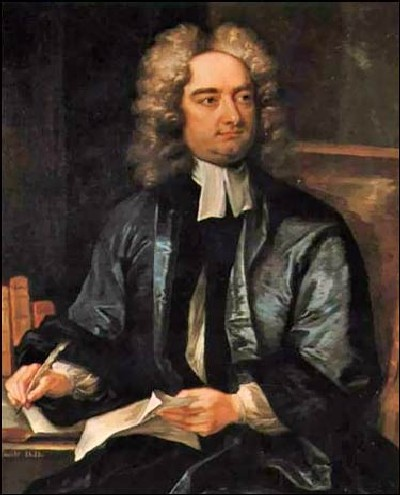
Jonathan Swift (* 1667)

- 0538: Gregor von Tours, fränkischer Bischof und Geschichtsschreiber
- 1301: Andrea Corsini, Bischof des Bistums Fiesole und Heiliger der römisch-katholischen Kirche
- 1310: Friedrich II., Landgraf von Thüringen und Markgraf von Meißen
- 1327: Andreas, ungarischer Prinz
- 1340: Jean de Valois, duc de Berry, Herzog von Berry und Auvergne
- 1373: Andrea Malatesta, italienischer Adeliger und Herr von Cesena Cervia, Bertinoro und Fossombrone sowie Condottiere und Senator von Rom
- 1396: Richard le Despenser, 4. Baron Burghersh, englischer Adeliger
- 1426: Johann IV. Roth, Bischof von Lavant, Fürstbischof von Breslau
- 1427: Kasimir IV., polnischer König
- 1466: Andrea Doria, genuesischer Seefahrer und Staatsmann
- 1508: Andrea Palladio, Architekt des Manierismus in Oberitalien
- 1511: Wolfgang Hilliger, deutscher Geschütz- und Glockengießer
- 1526: Philipp III. von Hanau-Münzenberg, Graf von Hanau-Münzenberg
- 1543: Christoph Andreas von Spaur, Bischof von Gurk und Bischof von Brixen
- 1546: Wolf Ernst zu Stolberg, Landesherr verschiedener Stolberger und Wernigerodaer Landesteile
- 1549: Henry Savile, englischer Gelehrter
- 1554: Philip Sidney, englischer Dichter
- 1574: Friedrich zu Solms-Rödelheim, kaiserlicher Kämmerer, Kriegsrat und Obrist
- 1579: Anselm Casimir Wambolt von Umstadt, Erzbischof und Kurfürst von Mainz
- 1589: Andreas Brunner, bayerischer Jesuit und Geschichtsschreiber
- 1593: Johann Dilliger, deutscher Theologe und Komponist
- 1595: Friedrich Buchmann, Schweizer Bürgermeister
- 1599: Andrea Sacchi, italienischer Maler
- 1602: Otto von Guericke, deutscher Politiker, Ingenieur und Naturwissenschaftler
- 1622: Robert van den Hoecke, flämischer Maler
- 1639: Ernst Jacob von Audorf, böhmischer Hauptmann der Breslauischen Stadt-Garnison, Militäringenieur und Romanautor
- 1642: Andrea Pozzo, italienischer Maler
- 1645: Andreas Werckmeister, deutscher Musiker und Musiktheoretiker
- 1650: Domenico Martinelli, italienischer Architekt, der auch in Wien tätig war
- 1657: Johann Adam I. Andreas, Fürst von Liechtenstein
- 1660: Victor-Marie d’Estrées, Marschall, Vizeadmiral und Pair von Frankreich
- 1667: Jonathan Swift, irisch-englischer Schriftsteller
- 1670: John Toland, irischer Freidenker
- 1683: Ludwig Andreas von Khevenhüller, kaiserlicher Feldmarschall
- 1690: Andreas Charitius, deutscher Theologe
- 1698: Christoph Friedrich Steffen von Plettenberg, preußischer Offizier

### 18. Jahrhundert
- 1715: Johann Philipp Bethmann, deutscher Unternehmer und Bankier
- 1719: Augusta von Sachsen-Gotha-Altenburg, sächsische Prinzessin, durch Heirat Princess of Wales, Mutter Georgs III.
- 1723: William Livingston, US-amerikanischer Politiker, Mitglied des Kontinentalkongresses, erster Gouverneur von New Jersey
- 1736: Samuel Friedrich Nathanael Morus, deutscher Philologe und Theologe
- 1742: Johann Andreas Sixt, deutscher Theologe und Philologe
- 1744: Karl Ludwig von Knebel, deutscher Lyriker und Übersetzer
- 1748: Jakob Josef von Haus, deutscher Jurist und Hochschullehrer
- 1750: Andreas Joseph Schnaubert, deutscher Rechtswissenschaftler
- 1750: Michael Stiehr, deutscher Orgelbauer
- 1754: André Boniface Louis Riquetti de Mirabeau, französischer Adeliger und Revolutionsgegner
- 1756: Ernst Florens Friedrich Chladni, deutscher Naturwissenschaftler
- 1760: Hanaoka Seishū, japanischer Chirurg
- 1762: Johann Christoph Gottlob Weise, deutscher Botaniker und Autor
- 1765: Johann Friedrich Abegg, deutscher Theologe
- 1767: Elisabeth zu Fürstenberg, deutsche Adelige, Vertreterin der mediatisierten deutschen Reichsstände
- 1768: Vinzenz Joseph Deycks, deutscher Advokat und Notar
- 1777: Elard Johannes Kulenkamp, deutscher Jurist

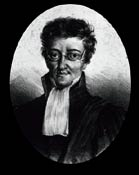
François-André Isambert (* 1792)

- 1781: William Butterworth Bayley, britischer Kolonialbeamter, Generalgouverneur von Britisch-Indien
- 1784: Jacobus Cornelis Swijghuijsen Groenewoud, niederländischer reformierter Theologe und Orientalist
- 1786: Carl Lehmann, pfälzischer Finanzbeamter und Politiker, Bürgermeister von Frankenthal
- 1792: François-André Isambert, französischer Jurist und Politiker, Mitglied der Nationalversammlung
- 1796: Carl Loewe, deutscher Komponist
- 1798: Carl Wilhelm Asher, deutscher Jurist und Publizist
- 1800: Carl Heinrich Edmund von Berg, deutscher Forstmann und Lehrer

### 19. Jahrhundert

#### 1801–1850

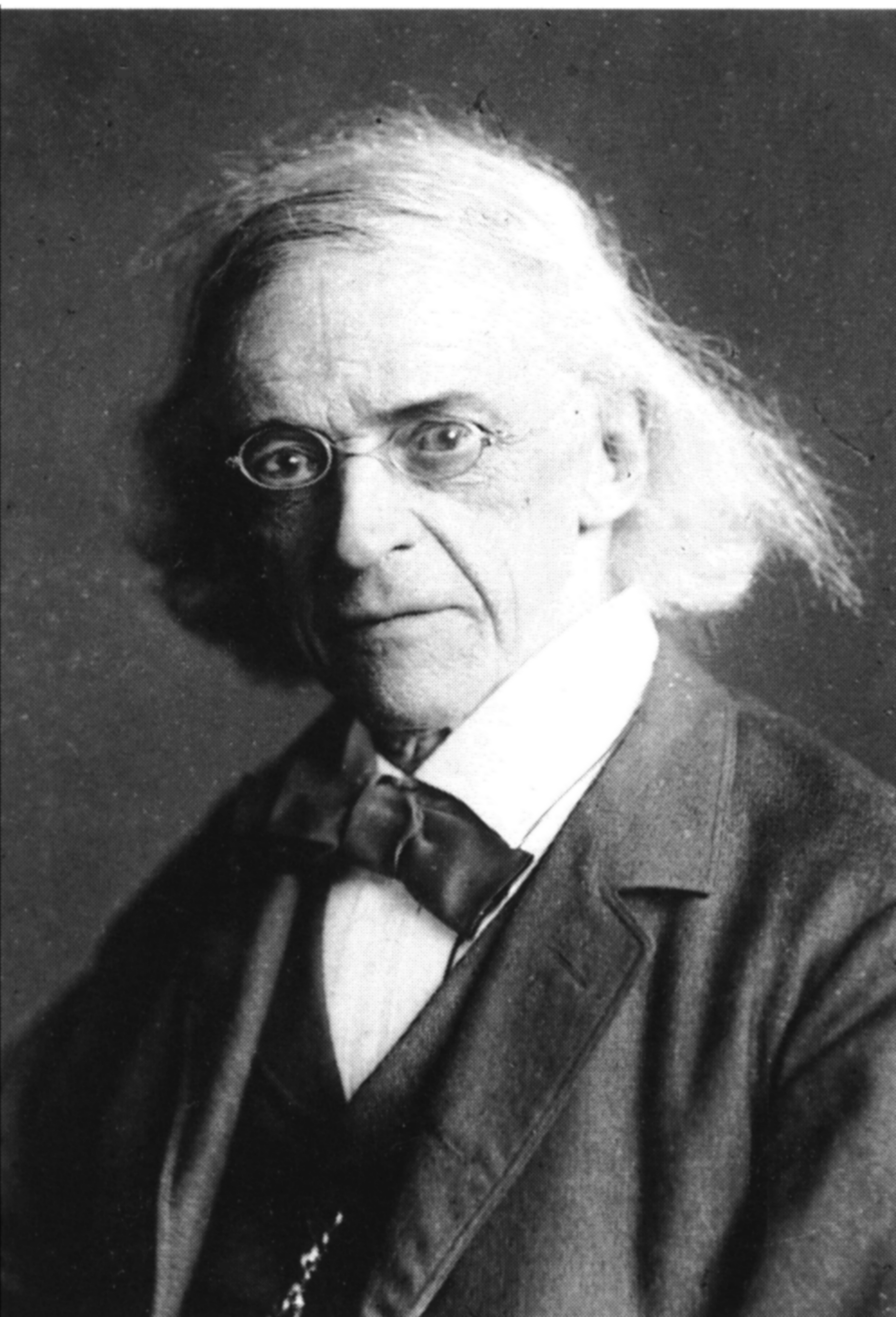
Theodor Mommsen (* 1817)

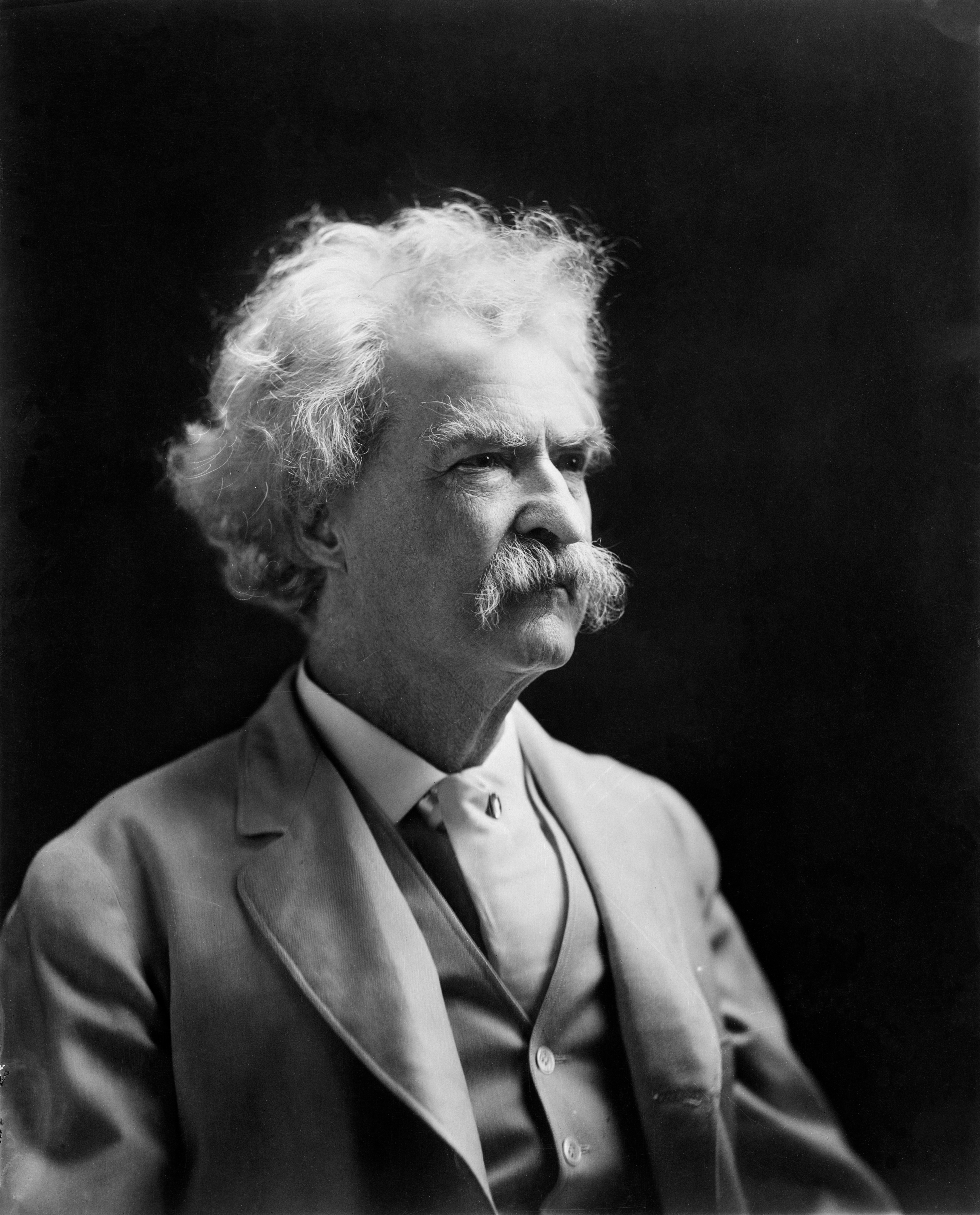
Mark Twain (* 1835)

- 1813: Louise-Victorine Ackermann, französische Schriftstellerin, Mitglied der Dichtergruppe Parnassiens
- 1813: Charles-Valentin Alkan, französischer Musiker und Komponist
- 1813: Friedrich Simony, böhmisch-österreichischer Geograph und Alpenforscher
- 1815: Isaac Newton Arnold, US-amerikanischer Politiker, Mitglied des Repräsentantenhauses
- 1817: Carlo Avanzini, Schweizer Mediziner und Politiker
- 1817: Theodor Mommsen, deutscher Historiker und Altertumswissenschaftler, Nobelpreisträger
- 1822: Wilhelm Kergel, österreichischer Altphilologe
- 1824: Benignus von Safferling, bayerischer Militärangehöriger, Kriegsminister
- 1825: William Adolphe Bouguereau, französischer Maler
- 1826ː Sarah Lindley Crease, britisch-kanadische Malerin
- 1828: Gustav Zeuner, deutscher Ingenieur
- 1830: Anna Löhn-Siegel, deutsche Frauenrechtlerin und Schauspielerin
- 1835: Mark Twain, US-amerikanischer Schriftsteller
- 1836: Oswald Theodor Feller, deutscher Lehrer, Autor und Bergsteiger
- 1844: Leonhard Ableiter, deutscher Gymnasiallehrer, Philologe und Präsident der Ministerialabteilung für die höheren Schulen
- 1844: Rudolf Lavant, deutscher Schriftsteller

#### 1851–1900
- 1858: Jagadish Chandra Bose, indischer Physiker und Botaniker
- 1858: Rosa Mayreder, österreichische Schriftstellerin und Frauenrechtlerin
- 1859: Jefferson De Angelis, US-amerikanischer Schauspieler und Sänger
- 1863: Richard Mollier, deutsch-österreichischer Physiker, Physikochemiker und Maschinenbauer
- 1863: Hans von Felgenhauer, preußischer Offizier, Militärschriftsteller und Dichter
- 1866: Andrei Ljaptschew, bulgarischer Politiker, mehrfacher Minister, Ministerpräsident
- 1867: Franz Ahlgrimm, deutscher Politiker, MdHB
- 1867: Henri-Gabriel Ibels, französischer Maler, Graphiker und Autor
- 1869: Gustaf Dalén, schwedischer Physiker
- 1869: James Hamilton, britischer Adliger und Politiker, Gouverneur von Nordirland
- 1871: Pjotr Solomonowitsch Stoljarski, ukrainischer Violinist und Musikpädagoge
- 1870: Gertrud Eysoldt, deutsche Schauspielerin
- 1872: Morris Fuller Benton, US-amerikanischer Ingenieur und Typograf
- 1872: John McCrae, kanadischer Dichter, Schriftsteller und Mediziner

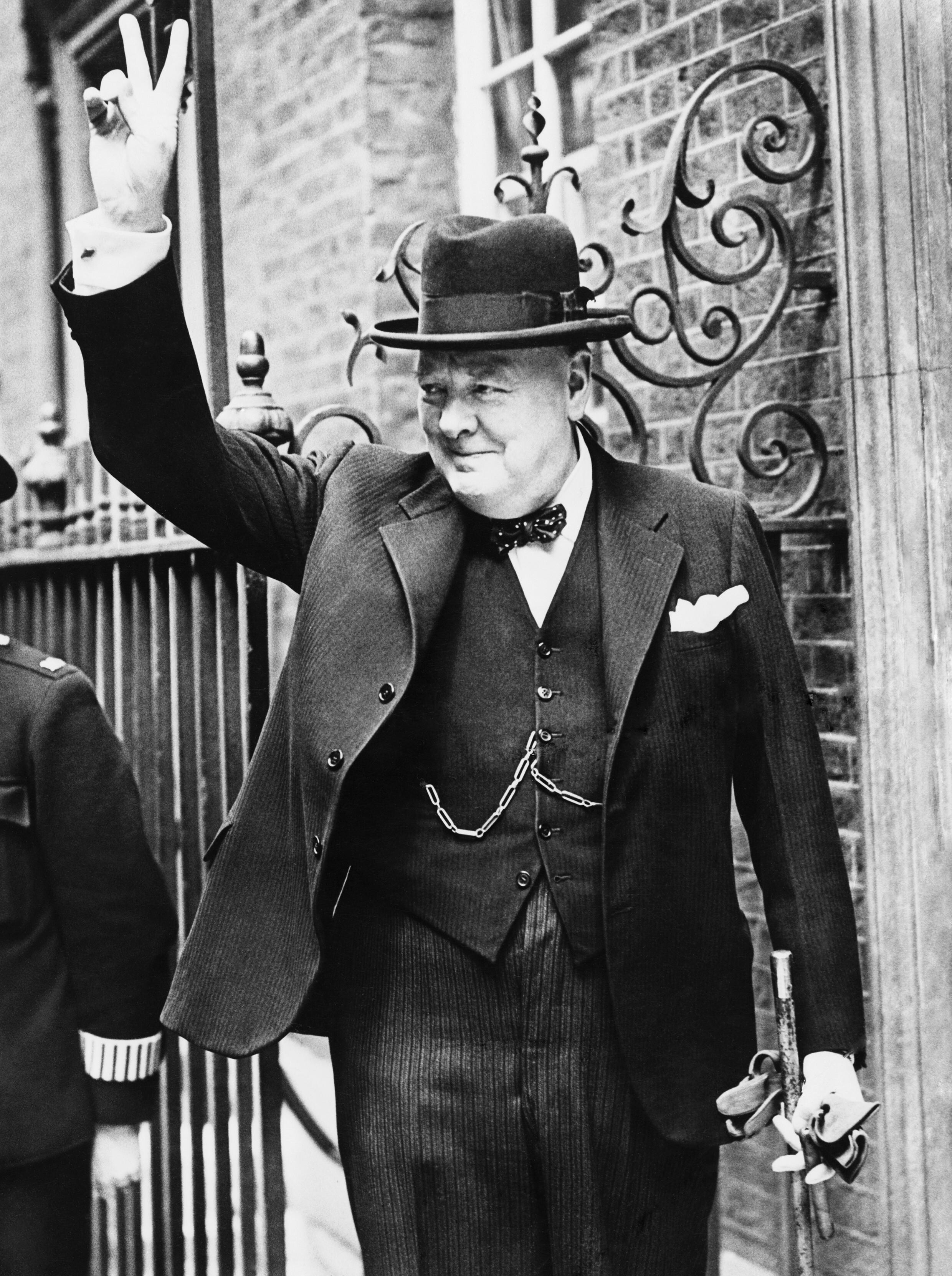
Winston Churchill (* 1874)

- 1874: Winston Churchill, britischer Staatsmann und Autor, Innen- und Handelsminister, Erster Lord der Admiralität, Premierminister, Nobelpreisträger
- 1874: Clemens Konermann, deutscher römisch-katholischer Pfarrer
- 1874: Lucy Maud Montgomery, kanadische Schriftstellerin
- 1876: Bernhard Adelung, deutscher Politiker, MdL, Staatspräsident des Volksstaates Hessen
- 1879: Laura Clifford Barney, US-amerikanische Autorin
- 1880: Arthur Laurendeau, kanadischer Sänger, Chorleiter und Musikpädagoge
- 1883: James Garfield Gardiner, kanadischer Politiker, Premierminister von Saskatchewan, Landwirtschaftsminister
- 1884: Carl Englert, deutscher Komponist
- 1884: Yvan Goor, belgischer Rad- und Motorradrennfahrer
- 1884: Ture Rangström, schwedischer Komponist, Dirigent, Gesangslehrer und Musikkritiker
- 1887: Auguste Distave, belgischer Graphiker
- 1888: Kenneth Macgowan, US-amerikanischer Filmproduzent, Oscargewinner
- 1889: Edgar Douglas Adrian, britischer Physiologe, Nobelpreisträger
- 1892ː Lina Beck-Meyenberger, Schweizer Lehrerin und Frauenrechtlerin
- 1894: Dora Maaßen, deutsche Bildhauerin
- 1895: Johann Nepomuk David, österreichischer Komponist, Organist und Dirigent
- 1897: Rupert Linsinger, österreichischer Schriftsteller
- 1897: Quinto Maganini, US-amerikanischer Komponist und Dirigent
- 1897: Lilli von Mendelssohn, deutsche Violinistin
- 1897: Lee Morse, US-amerikanische Sängerin und Songwriterin
- 1897: Rosa Stallbaumer, österreichische Widerstandskämpferin gegen die Nationalsozialisten
- 1898: Hans Staehler, deutscher Agrarwissenschaftler
- 1899: Hans Krása, tschechisch-deutscher Komponist

### 20. Jahrhundert

#### 1901–1925
- 1902: Maria Bellonci, italienische Schriftstellerin
- 1902: Margit Kovács, ungarische Keramikkünstlerin
- 1903: Claude Arrieu, französische Komponistin
- 1903: Rudolf Stössel, Schweizer Lehrer, Puppenspieler und Harmoniker
- 1904: Helmuth Naudé, deutscher Moderner Fünfkämpfer
- 1904: Clyfford Still, US-amerikanischer Maler des Abstrakten Expressionismus
- 1905: Elfe Schneider, deutsche Schauspielerin, Synchronsprecherin und Fotografin
- 1906: John Dickson Carr, US-amerikanischer Krimiautor
- 1907: Anton Biersack, deutscher Komponist
- 1907: Fritz Eckhardt, österreichischer Schauspieler
- 1908: Arie Aroch, israelischer Maler und Diplomat
- 1909: Robert Nighthawk, US-amerikanischer Bluesmusiker
- 1909: Fritz Westheider, deutscher Handballspieler, -trainer und Leichtathlet
- 1910: Heinz Hoene, deutscher Feuerwehrmann
- 1911: Tamura Taijirō, japanischer Schriftsteller
- 1911: Martin Teich, deutscher Meteorologe und Wettermoderator

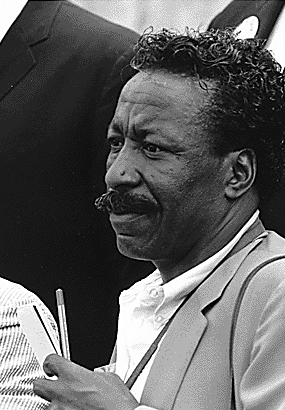
Gordon Parks (* 1912)

- 1912: Gordon Parks, US-amerikanischer Filmregisseur, Fotograf, Schauspieler, Schriftsteller und Komponist
- 1913: Kenan Olcay, türkischer Ringer
- 1914: Charles Hawtrey, britischer Schauspieler
- 1915: Edith Anderson, US-amerikanische Journalistin und Schriftstellerin
- 1915: Brownie McGhee, US-amerikanischer Musiker
- 1915: Henry Taube, US-amerikanischer Chemiker, Nobelpreisträger
- 1916: Benny Moten, US-amerikanischer Jazzbassist
- 1916: Günter Ortmann, deutscher Handballspieler
- 1918: Gody Baumberger, Schweizer Sportreporter
- 1918: Efrem Zimbalist, Jr., US-amerikanischer Schauspieler
- 1919: Detlef Kraus, deutscher Pianist
- 1919: Rudolf Mühlfenzl, deutscher Journalist und Medienmanager
- 1920: Virginia Mayo, US-amerikanische Filmschauspielerin
- 1921: Edward Adamczyk, polnischer Leichtathlet und Sportlehrer
- 1922: Tibor Karny, österreichischer Politiker, Bundesrat
- 1923: Ernst Scheidegger, Schweizer Fotograf, Maler und Verleger
- 1924: Shirley Chisholm, US-amerikanische Politikerin, Mitglied des Repräsentantenhauses, erste afroamerikanische Abgeordnete
- 1924: Jacques Dacqmine, französischer Schauspieler und Drehbuchautor
- 1924: Klaus Huber, Schweizer Komponist und Violinist, Dirigent und Kompositionslehrer
- 1924: Allan Sherman, US-amerikanischer Komiker und Fernsehproduzent
- 1925ː Maryon Pittman Allen, US-amerikanische Journalistin und Politikerin, Senatorin
- 1925: Lise Bourdin, französische Schauspielerin
- 1925ː Christine Fausel, deutsche Malerin und Grafikerin
- 1925: Thomas Francis Little, australischer Geistlicher, Erzbischof von Melbourne
- 1925: Alf Önnerfors, schwedischer Philologe

#### 1926–1950
- 1926: Richard Crenna, US-amerikanischer Schauspieler
- 1927: Martha Chase, US-amerikanische Molekularbiologin
- 1928: Huguette Dreyfus, französische Cembalistin
- 1928: Hans Mohl, deutscher Fernsehjournalist
- 1928: Rex Reason, US-amerikanischer Schauspieler
- 1929: Dick Clark, US-amerikanischer Fernsehmoderator
- 1930: Henri Greder, französischer Automobilrennfahrer
- 1931: Dick Hutcherson, US-amerikanischer Automobilrennfahrer
- 1931: Lajos Látó, ungarischer Radrennfahrer
- 1931: David Schumacher, australischer Ringer
- 1931: Bill Walsh, US-amerikanischer American-Football-Trainer
- 1932: Peter B. Kenen, US-amerikanischer Ökonom
- 1932: Gérard Lauzier, französischer Filmemacher und Comiczeichner
- 1932: Bob Moore, US-amerikanischer Musiker und Songschreiber
- 1934: Roberto Cossa, argentinischer Schriftsteller und Journalist
- 1934: Jürgen Kühl, deutscher Sprinter
- 1934: Heinz-Otto Rehage, deutscher Biologe, Naturpädagoge und Museumsmitarbeiter
- 1934: Werner Schwuchow, deutscher Schauspieler
- 1935: Trevor Blokdyk, südafrikanischer Speedway- und Automobilrennfahrer
- 1935: Hoyt Johnson, US-amerikanischer Country- und Rockabilly-Musiker
- 1935: Herbert Prikopa, österreichischer Dirigent und Opernsänger, Schauspieler und Komponist, Schriftsteller, Pianist und Kabarettist
- 1936: Dmitri Wiktorowitsch Anossow, russischer Mathematiker
- 1936: Tulsidas Balaram, indischer Fußballspieler
- 1936: Arndt Bause, deutscher Komponist
- 1936: Tsai Chin, britisch-chinesische Schauspielerin
- 1936: Lucha Villa, mexikanische Sängerin und Schauspielerin
- 1937: Eduard Artemjew, russischer Komponist
- 1937: Jimmy Bowen, US-amerikanischer Manager und Musiker, Musikproduzent, und Songschreiber
- 1937: Frank Ifield, britischer Sänger
- 1937ː Monica Nielsen, schwedische Schauspielerin und Sängerin
- 1937: Ridley Scott, britischer Filmregisseur und Produzent
- 1937: Robert Widlar, US-amerikanischer Elektrotechniker, Pionier der Entwicklung analoger integrierter Schaltkreise (IC)
- 1938: Tomislav Ivančić, kroatischer Theologe
- 1938: Margarita Salas, spanische Biochemikerin und Molekulargenetikerin
- 1939: Chandra Bahadur Dangi, nepalesischer Hutmacher, kleinster Mensch der Welt
- 1939: Stephen Louis Adler, US-amerikanischer Physiker
- 1940: Peter Gamper, deutscher Leichtathlet
- 1940: Pauli Nevala, finnischer Speerwerfer
- 1941: Kees Aarts, niederländischer Fußballspieler
- 1941: John Burton, britischer Automobilrennfahrer
- 1942: Günter Kirtschig, deutscher Fußballspieler
- 1942: Burghart Schmidt, deutscher Philosoph
- 1942: Eduardo Serrano, venezolanischer Schauspieler
- 1943: William Dear, kanadischer Filmregisseur, Drehbuchautor und Filmproduzent
- 1943: Andreas Grothusen, deutscher Schauspieler
- 1943: Terrence Malick, US-amerikanischer Filmregisseur
- 1943: Annette Messager, französische Malerin, Fotografin und Installationskünstlerin
- 1944: Fritz Astl, österreichischer Politiker, LAbg, Landesrat
- 1944: George Graham, schottischer Fußballspieler und -trainer
- 1944: Benjamin Kogo, kenianischer Leichtathlet
- 1945: Hilary Armstrong, britische Politikerin, Ministerin
- 1945: Roger Glover, britischer Musikproduzent, Musiker und Komponist (Deep Purple)
- 1945: Radu Lupu, rumänischer Pianist
- 1946: Marina Abramović, serbische Performance-Künstlerin
- 1947: Karl-Heinz Handschuh, deutscher Fußballspieler
- 1947: David Mamet, US-amerikanischer Schriftsteller
- 1947: Julio Pane, argentinischer Tangomusiker
- 1947: Sinnayah Sabapathy, malaysischer Leichtathlet
- 1948: Alain Peltier, belgischer Automobilrennfahrer
- 1949: Jean-Claude Justice, französischer Automobilrennfahrer
- 1949: Margaret Whitton, US-amerikanische Schauspielerin
- 1950: Jürgen Janz, deutscher Fußballspieler
- 1950: Robert Goodin, US-amerikanischer Politikwissenschaftler und politischer Philosoph
- 1950: Wolfgang Niersbach, deutscher Journalist und Sportfunktionär, Präsident des Deutschen Fußball-Bundes
- 1950: Claudia Rieschel, deutsche Schauspielerin
- 1950: Alberto Valdés Lacarra, mexikanischer Springreiter

#### 1951–1975
- 1951: Peter Reichel, deutscher Fußballspieler
- 1952: Mandy Patinkin, US-amerikanischer Sänger und Schauspieler
- 1952: Dominique Rub, Schweizer Nachrichtensprecherin
- 1953: Steve James, US-amerikanischer Regisseur und Produzent
- 1953: Marija Wladimirowna Naschtschokina, russische Architektin und Kunsthistorikerin
- 1953: Shuggie Otis, US-amerikanischer Musiker
- 1954: Bernhard Arndt, deutscher Pianist
- 1954: Daniel Nivel, französischer Polizist
- 1954: Simonetta Stefanelli, italienische Schauspielerin
- 1955: Billy Idol, britischer Rockmusiker
- 1956: Anders Ronny Åslund, schwedischer Fußballspieler
- 1956: Heinz Rudolf Kunze, deutscher Schriftsteller, Rocksänger, Musicaltexter/-übersetzer
- 1956: Claude-Oliver Rudolph, deutscher Schauspieler
- 1957: Tom McElwee, nordirisches Mitglied der IRA
- 1958: Gregory C. Widen, US-amerikanischer Drehbuchautor und Filmregisseur
- 1957: Margaret Spellings, US-amerikanische Politikerin
- 1959: Mike Morgan, US-amerikanischer Gitarrist
- 1959: Wolfgang Siewert, deutscher Jurist
- 1960: Hiam Abbass, israelisch-arabische Schauspielerin und Filmregisseurin
- 1960: Gary Lineker, englischer Fußballspieler
- 1961: Lorenz S. Beckhardt, deutscher Autor und Journalist
- 1962: Reza Ahadi, persischer Fußballspieler und -trainer
- 1962: Susanne Arend, deutsche Juristin
- 1962: Søren Steen Jespersen, dänischer Dokumentarfilmer
- 1962ː Kerstin Müllerperth, deutsche Glaskünstlerin
- 1962: Herbert Schlink, australischer Mediziner, Krankenhausmanager und Wintersportler
- 1962: Christoph Schmölzer, österreichischer Ruderer und Zahnarzt
- 1963: Marc Rostan, französischer Automobilrennfahrer
- 1964: Carlo Gerosa, italienischer Skirennläufer
- 1965: Aldair, brasilianischer Fußballspieler
- 1965: Fumihito von Akishino, japanischer Kronprinz
- 1965: Zeynəddin Bilalov, aserbaidschanischer Leichtathlet im Behindertensport
- 1965: Claudia Geisler-Bading, deutsche Schauspielerin
- 1965: Elke Markwort, deutsche Ruderin
- 1965: Jörg Rühl, deutscher Schauspieler

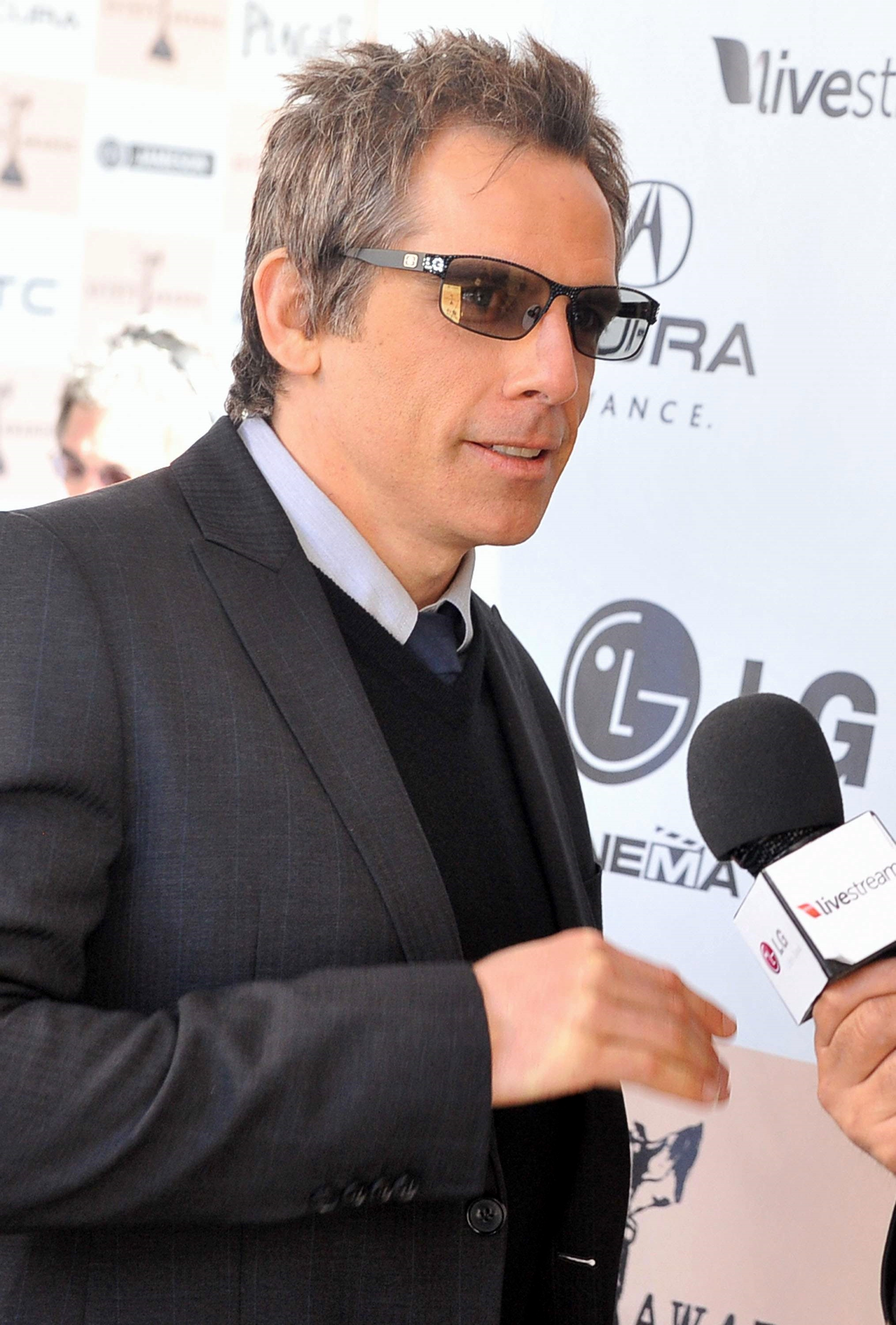
Ben Stiller (* 1965)

- 1965: Ben Stiller, US-amerikanischer Schauspieler
- 1966: Leandro Aconcha Acosta, kolumbianischer Pianist, Dirigent und Komponist
- 1967: Thomas Blubacher, deutscher Autor und Theaterregisseur
- 1967: Anna Böttcher, deutsche Schauspielerin
- 1967: Damijan Močnik, slowenischer Komponist, Chordirigent und Pädagoge
- 1968: Des’ree, britische Sängerin
- 1968: Carlos Latuff, brasilianischer Cartoonist und Karikaturist
- 1969: David Auburn, US-amerikanischer Dramatiker und Regisseur
- 1969: Tomas Axnér, schwedischer Handballspieler
- 1969: Marc Goossens, belgischer Automobilrennfahrer
- 1969: Amy Ryan, US-amerikanische Schauspielerin
- 1970: Mario Bailey, US-amerikanischer American-Football-Spieler
- 1970: Horst Felbermayr junior, österreichischer Unternehmer und Automobilrennfahrer
- 1970: Vigindas Petkevičius, deutscher Handballspieler und -trainer
- 1971: Jessalyn Gilsig, kanadische Schauspielerin
- 1972: Petr Bystron, deutscher Politiker
- 1972: Inga Hilsberg, deutsche Dirigentin
- 1972: Kriemhild Jahn, deutsche Sängerin
- 1972: Thomas Schmauser, deutscher Schauspieler
- 1973: Yenatfenta Abate, äthiopisch-deutsche Künstlerin
- 1973: Andree Agupyan, deutscher Fernsehmoderator
- 1973: Nimród Antal, ungarisch-US-amerikanischer Regisseur, Drehbuchautor und Schauspieler
- 1973: Christian, US-amerikanischer Wrestler
- 1973: Kate Fischer, australische Schauspielerin
- 1973: Michaël Goossens, belgischer Fußballspieler
- 1973: Janette Kliewe, deutsche Handballspielerin und -trainerin
- 1974: Damián Austin Echemendía, kubanischer Boxer
- 1974: Michael Knutson, US-amerikanischer Komponist und Musikpädagoge
- 1974: Hinnerk Schönemann, deutscher Schauspieler
- 1974: Arnaud Vincent, französischer Motorradrennfahrer
- 1975: Rosey Fletcher, US-amerikanische Snowboarderin
- 1975: Mindy McCready, US-amerikanische Country-Sängerin

#### 1976–2000
- 1976: Iveta Apkalna, lettische Organistin
- 1976: Bianca Berding, deutsche Kunsthistorikerin
- 1976: Guy Allen Kelpin, US-amerikanischer Komponist und Posaunist
- 1977: Steve Aoki, US-amerikanischer Electro-House-DJ und Musikproduzent
- 1977: Rachel Howard, neuseeländische Fußballspielerin
- 1978: Clay Aiken, US-amerikanischer Pop/Rock-Sänger
- 1978: Gael García Bernal, mexikanischer Schauspieler
- 1978: Matthias Hattenberger, österreichischer Fußballspieler
- 1978: Benjamin Lense, deutscher Fußballspieler
- 1978: Nik Mrdja, australischer Fußballspieler
- 1978: Heidi Wittlinger, deutsche Regisseurin
- 1979: Christopher Atkinson, australischer Rallyefahrer
- 1979: Dennis Hillebrand, deutscher Fußballspieler
- 1980: Jamie Ashdown, englischer Fußballspieler
- 1980: Elsa Sophie Gambard, deutsche Schauspielerin
- 1980: Sido, deutscher Rapper
- 1981: Eduardo Gonçalves de Oliveira, brasilianischer Fußballspieler
- 1982: Marie-Soleil Beaudoin, kanadische Fußballschiedsrichterin
- 1982: Elisha Cuthbert, kanadische Schauspielerin
- 1982: Lionel Dellberg, Schweizer Zauberer
- 1982: Medina, dänische House-Sängerin
- 1983: David Carney, australischer Fußballspieler
- 1984: Nigel de Jong, niederländischer Fußballspieler
- 1985: Brigitte Acton, kanadische Skirennläuferin

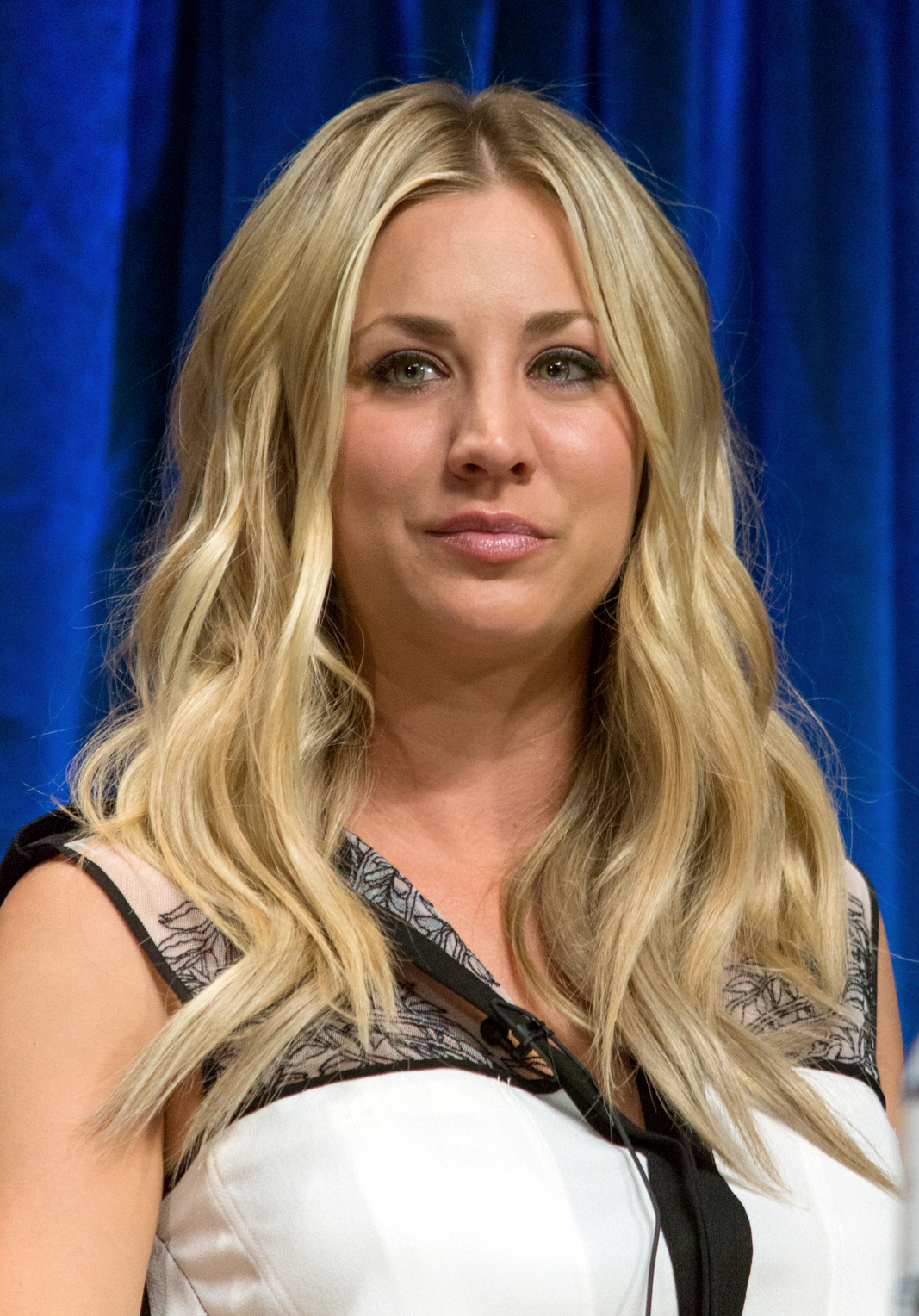
Kaley Cuoco (* 1985)

- 1985: Kaley Cuoco, US-amerikanische Schauspielerin
- 1985: Furious Pete, kanadischer Wettkampfesser und Bodybuilder
- 1987: Ian Hecox, US-amerikanischer YouTuber
- 1987: Daniel Noboa, ecuadorianischer Politiker und Unternehmer
- 1988: Benjamin Lüthi, Schweizer Fußballspieler
- 1988: Sascha Meiner, deutscher Handballspieler
- 1988: Rebecca Rittenhouse, US-amerikanische Schauspielerin
- 1989: Jonathan Feurich, deutscher Schauspieler
- 1989: Andreas Gawlik, deutscher Eishockeyspieler
- 1989: Vladimír Weiss, slowakischer Fußballspieler
- 1990: Miiko Albornoz, chilenischer Fußballspieler
- 1990: Magnus Carlsen, norwegischer Schachspieler
- 1990: Jesús Ezquerra, spanischer Radrennfahrer
- 1990: Eleftherios Petrounias, griechischer Turner
- 1993: Tom Blomqvist, schwedisch-britischer Automobilrennfahrer
- 1993: Lost Frequencies, belgischer DJ und Produzent
- 1993: Mia Goth, britische Schauspielerin
- 1993: Tim Leibold, deutscher Fußballspieler
- 1994: Marko Daňo, slowakischer Eishockeyspieler
- 1994: William Melling, britischer Schauspieler
- 1994: Roy Nissany, israelischer Automobilrennfahrer
- 1995: Victoria Duval, US-amerikanische Tennisspielerin
- 1995: Denis Myšák, slowakischer Kanute
- 1998: Dimitri Ignatow, deutscher Handballspieler

### 21. Jahrhundert
- 2000: Pashanim, deutscher Rapper
- 2002: Tiago Çukur, niederländisch-türkischer Fußballspieler
- 2006: Ángel Piqueras, spanischer Motorradrennfahrer

## Gestorben

### Vor dem 16. Jahrhundert
- 0912: Otto I. der Erlauchte, Herzog von Sachsen
- 1016: Edmund II. Ironside, König von England
- 1191: Eberhard von Kumbd, deutscher Subdiakon und Klostergründer
- 1204: Emmerich, König von Ungarn
- 1304: Gottfried VI., Graf von Ziegenhain
- 1393: Matthias von Janov, böhmischer Priester, Schriftsteller und Philosoph und Reformator
- 1415: Anna, pfälzische Prinzessin und Herzogin von Berg
- 1434: Johann II. von Schleinitz, deutscher Bischof von Naumburg
- 1498: Johann I., Regent der Grafschaft Hohnstein

### 16. bis 18. Jahrhundert

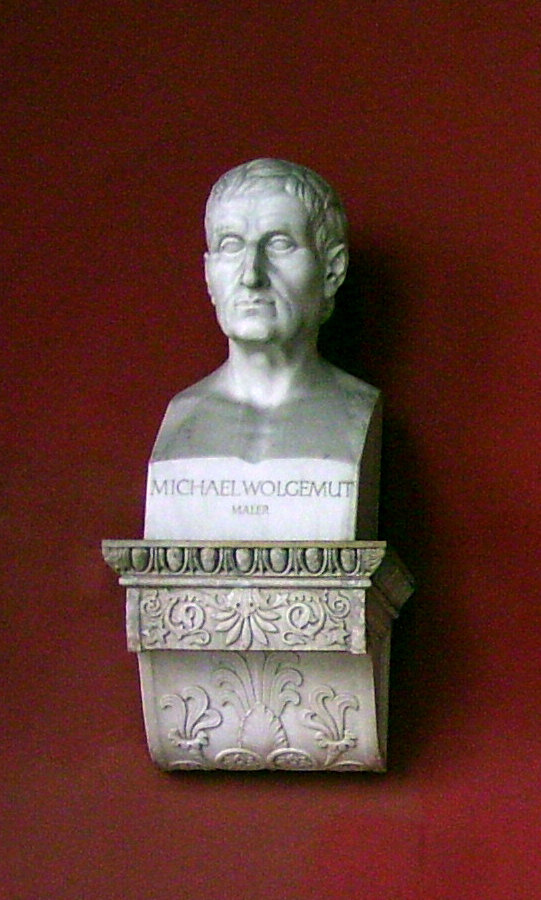
Michael Wolgemut († 1519)

- 1519: Michael Wolgemut, deutscher Maler und Holzschneider
- 1526: Giovanni dalle Bande Nere, italienischer Condottieri
- 1543: Francesco Granacci, italienischer Maler
- 1549: Johann VIII. von Maltitz, Bischof von Meißen
- 1567: Wolfgang Schutzbar genannt Milchling, Fürstabt der Reichsabtei Fulda
- 1574: Philipp IV., Graf von Waldeck-Wildungen
- 1576: Wolfgang Hilliger, deutscher Geschütz- und Glockengießer
- 1577: Cuthbert Mayne, englischer katholischer Priester und Märtyrer
- 1581: Simon Bing, landgräflich-hessischer Verwaltungsbeamter und Politiker
- 1611: Daniel Hofmann, deutscher lutherischer Theologe
- 1631: Jacob de Bondt, niederländischer Mediziner
- 1639: Christoph Felgenhauer, kursächsischer Kammerrat, Floßdirektor und frühkapitalistischer Unternehmer
- 1647: Francesco Bonaventura Cavalieri, italienischer Mathematiker
- 1652: Franz von Lodron, Bischof von Gurk
- 1654: John Selden, englischer Universalgelehrter
- 1660: Franz Karl von Sachsen-Lauenburg, General im Dreißigjährigen Krieg
- 1675: Cæcilius Calvert, 2. Baron Baltimore, englischer Politiker und Lord Proprietor der Kolonie Maryland
- 1678: Andries de Graeff, Regent und Bürgermeister von Amsterdam
- 1680: Peter Lely, englischer Maler
- 1703: Nicolas de Grigny, französischer Komponist
- 1703: Laurentius Gutzmer, deutscher evangelisch-lutherischer Geistlicher
- 1714: Jakob Engel, Graubündner Baumeister
- 1714: Guillaume Gabriel Nivers, französischer Organist, Komponist und Musiktheoretiker
- 1718: Robert Erskine, schottischer Arzt, Präsident der ersten medizinischen Akademie im Russischen Reich
- 1719: Johann Friedrich Karg von Bebenburg, kurkölnischer Obristkanzler und Premierminister
- 1719: Heinrich Hartard von Rollingen, Fürstbischof von Speyer und Fürstpropst von Weißenburg
- 1719: Yamamoto Tsunetomo, japanischer Samurai und Autor
- 1728: Alexander Roussel, französischer Prediger und evangelischer Märtyrer
- 1742: Jean Baptiste Bassand, französischer Mediziner
- 1748: Zacharias Longuelune, französischer Architekt und Architekturzeichner
- 1750: Moritz von Sachsen, Herzog von Kurland, deutsch-französischer General, Kriegstheoretiker und Marschall von Frankreich
- 1751: Jean-Philippe de Chéseaux, Schweizer Astronom
- 1755: Johann Elias Bach, deutscher Komponist
- 1756: Johann Jakob Zimmermann, Schweizer evangelischer Geistlicher und Hochschullehrer
- 1760: Friederike Caroline Neuber, deutsche Schauspielerin, Theaterprinzipalin und Mitbegründerin des regelmäßigen deutschen Schauspiels
- 1761: John Dollond, englischer Teleskopbauer
- 1769: Diane-Adélaïde de Mailly-Nesle, französische Adelige und Mätresse Ludwigs XV.
- 1779: Jérémie Pauzié, Genfer Juwelier
- 1783: Roman Illarionowitsch Woronzow, russischer Politiker

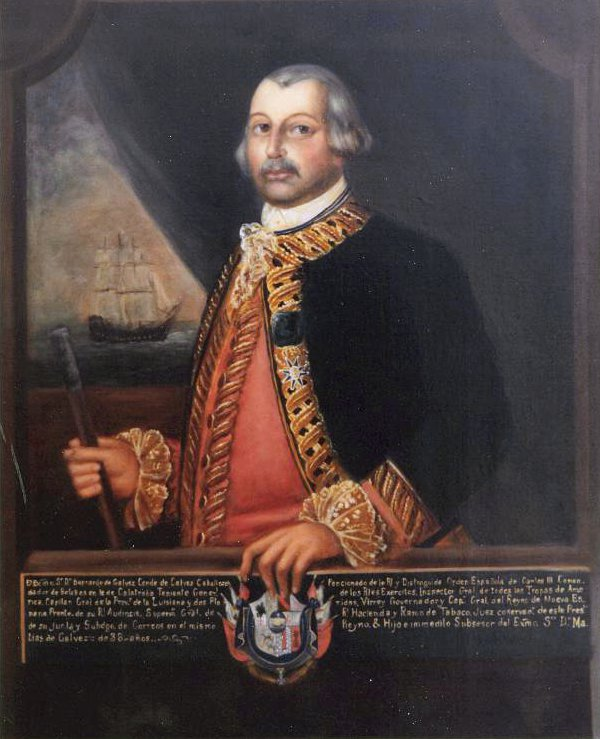
Bernardo de Gálvez y Madrid († 1786)

- 1786: Bernardo de Gálvez y Madrid, spanischer Militär, Politiker und Vizekönig von Neuspanien
- 1792: Johann Heinrich Wepler, deutscher Theologe und Hochschullehrer

### 19. Jahrhundert
- 1813: Friedrich August Baumbach, deutscher Komponist und Freimaurer
- 1814: Jean-Michel Moreau, französischer Kupferstecher und Radierer
- 1824: Pierre Alexandre le Camus, Günstling des Königs Jerôme von Westphalen
- 1830: Pius VIII., Papst
- 1837: Andreas Florian Meilinger, deutscher Philosoph und Benediktinermönch
- 1840: Adam von Faßmann, deutscher Apotheker und Politiker
- 1840: Joseph Johann von Littrow, österreichischer Astronom
- 1846: Friedrich List, deutscher Volkswirtschaftler und Politiker
- 1847: Ludwig Wilhelm Neumann, preußischer Jurist, Berliner Ehrenbürger
- 1851: Wilhelm Meinhold, deutscher Schriftsteller und Pfarrer
- 1856: Charles-Alexandre Fessy, französischer Organist und Komponist
- 1858: Friedrich Gotthilf Osann, deutscher Altphilologe
- 1859: Jacobus Cornelis Swijghuijsen Groenewoud, niederländischer reformierter Theologe und Orientalist
- 1864: John Adams, Brigadegeneral der Konföderierten Staaten von Amerika
- 1864: States Rights Gist, General der Konföderierten Staaten von Amerika
- 1866: Martial de Guernon-Ranville, französischer Rechtsgelehrter
- 1866: John Mercer, britischer Chemiker, Erfinder der Merzerisation zur Textilveredelung
- 1868: August Theodor Blanche, schwedischer Schriftsteller
- 1869: Wilhelm Steigerwald, deutscher Industrieller
- 1878: Julius Krais, deutscher Pfarrer und Dichter
- 1878: George Henry Lewes, britischer Schriftsteller, Literaturkritiker und Philosoph
- 1883: Hiệp Hòa, sechster Kaiser der vietnamesischen Nguyễn-Dynastie
- 1884: Siegfried Abt, Schweizer Jurist, Journalist und Diplomat
- 1892: Pierre-Victor Galland, französischer Maler
- 1893: Carl Wilhelm Tölcke, deutscher Politiker, Präsident des ADAV
- 1894: Joseph E. Brown, US-amerikanischer Politiker
- 1897: Carl Richard Unger, norwegischer Philologe

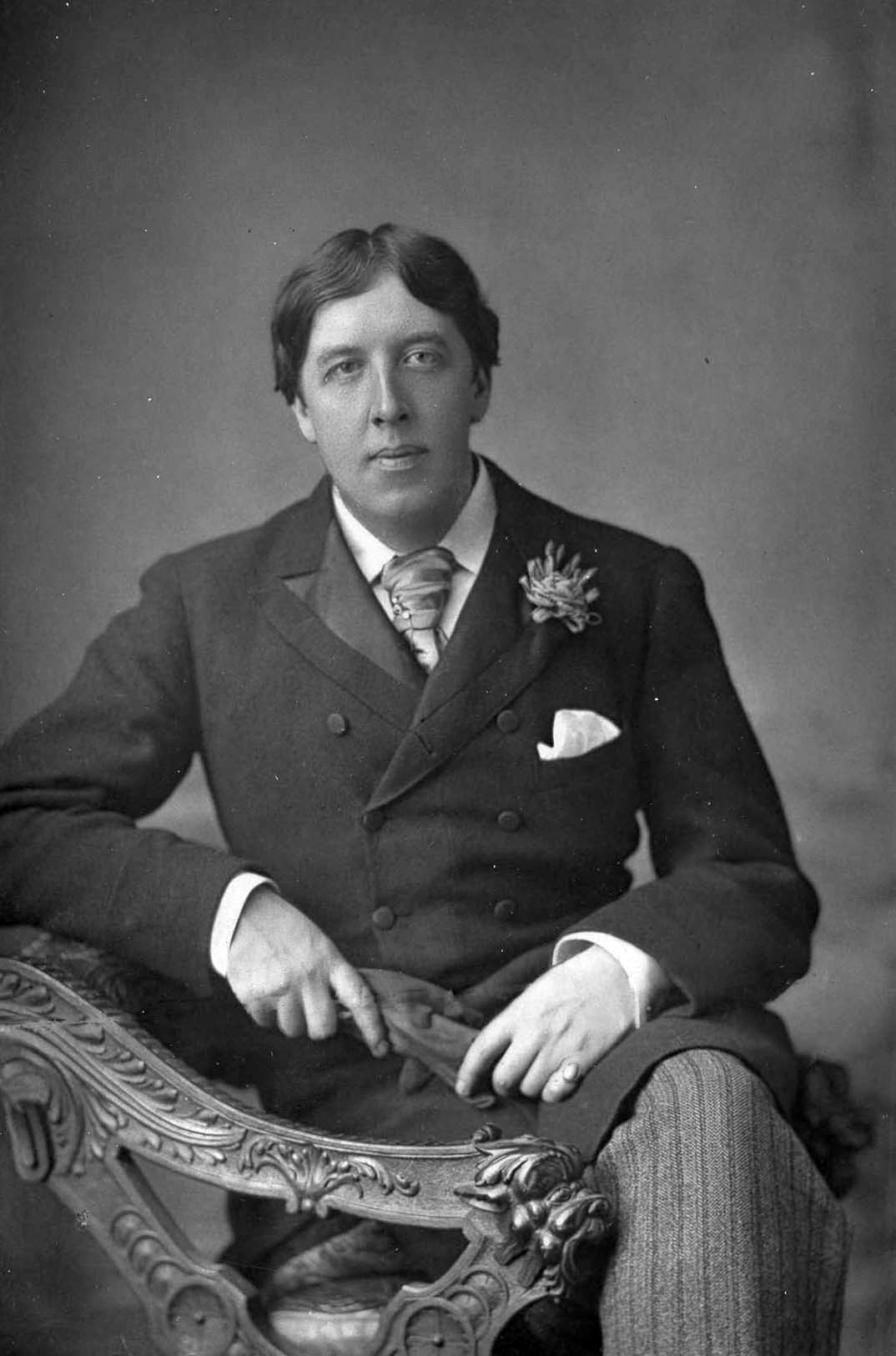
Oscar Wilde († 1900)

- 1900: Oscar Wilde, irischer Schriftsteller und Dramatiker

### 20. Jahrhundert

#### 1901–1950

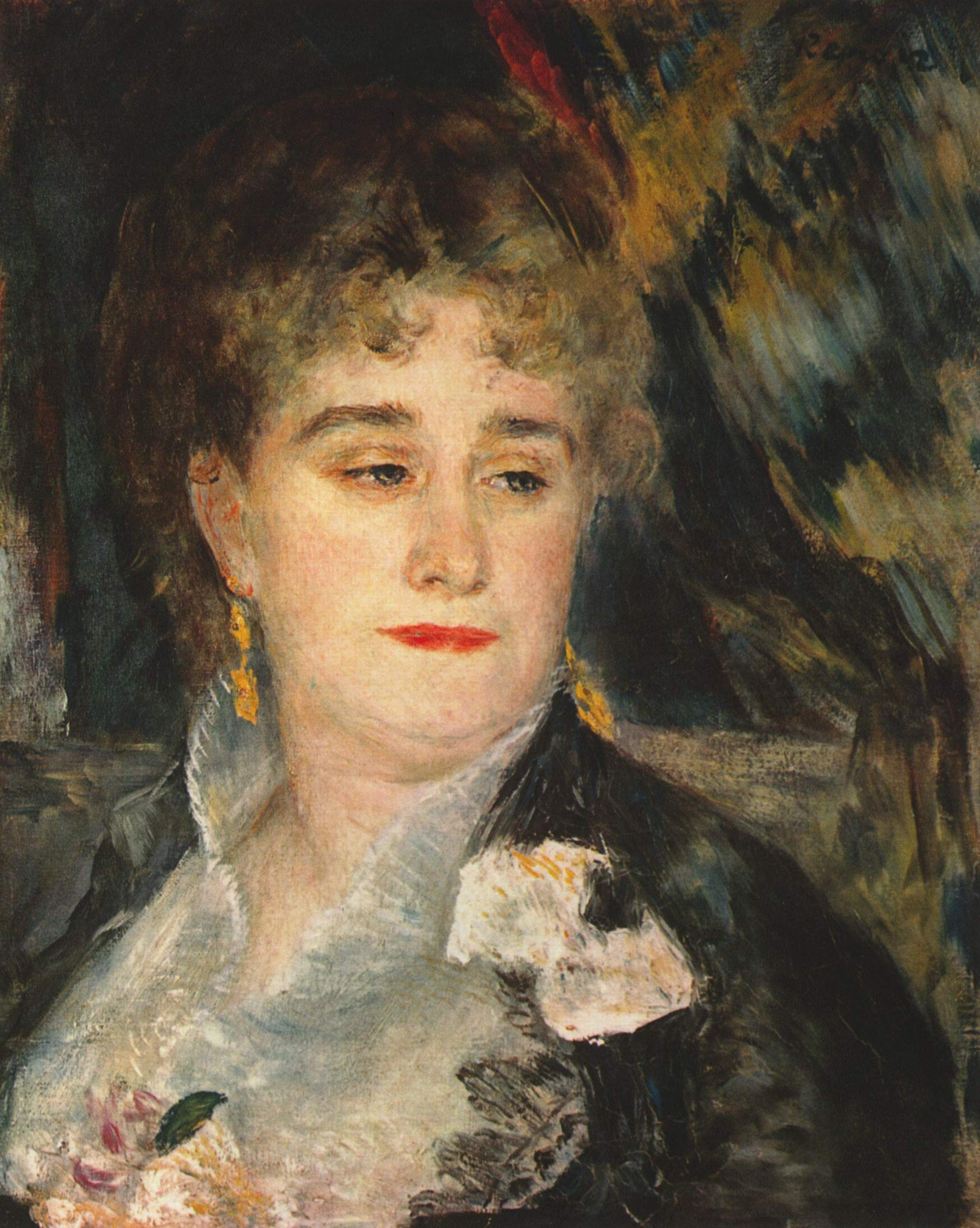
Marguerite Charpentier († 1904)
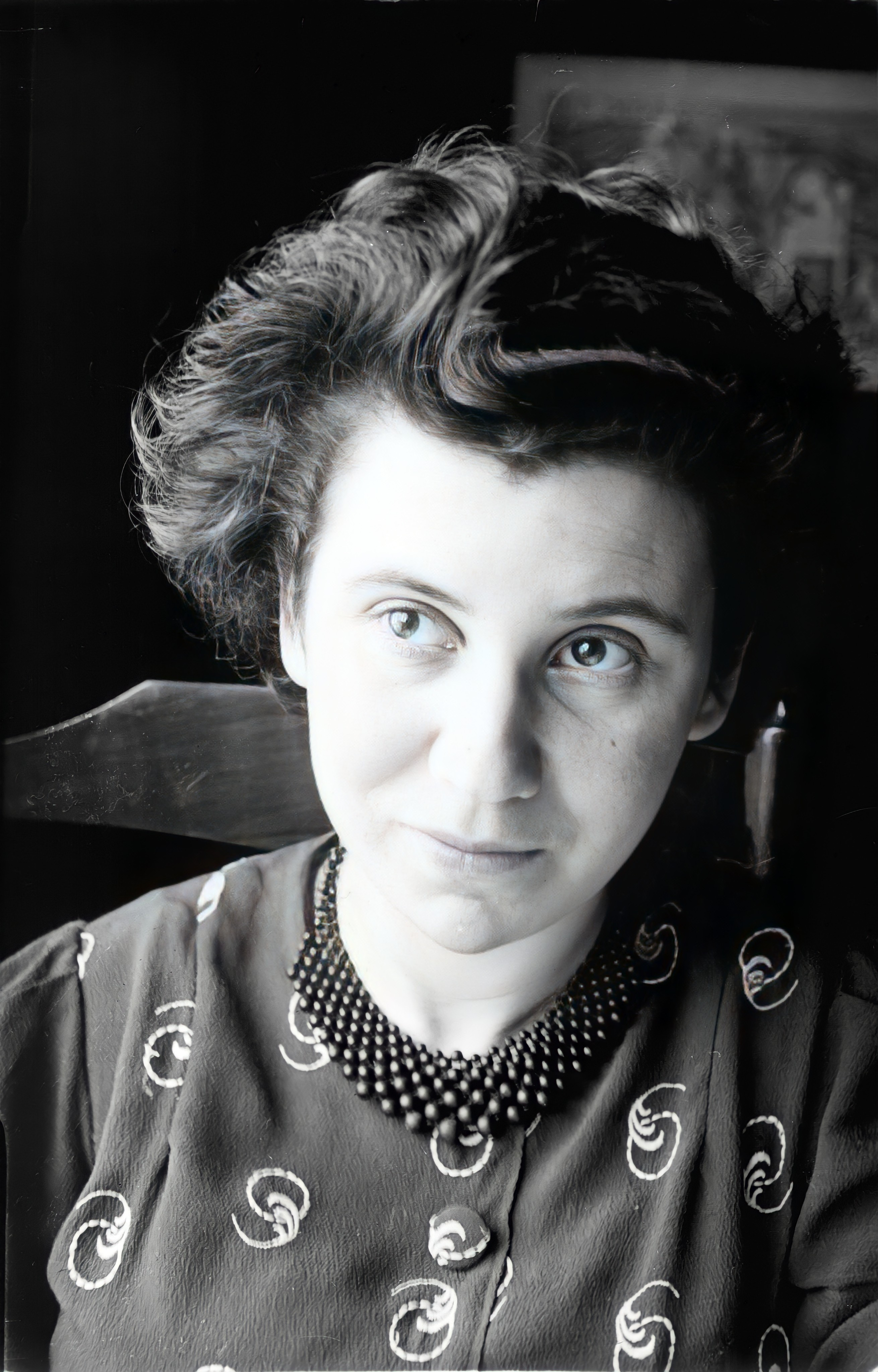
Etty Hillesum († 1943)
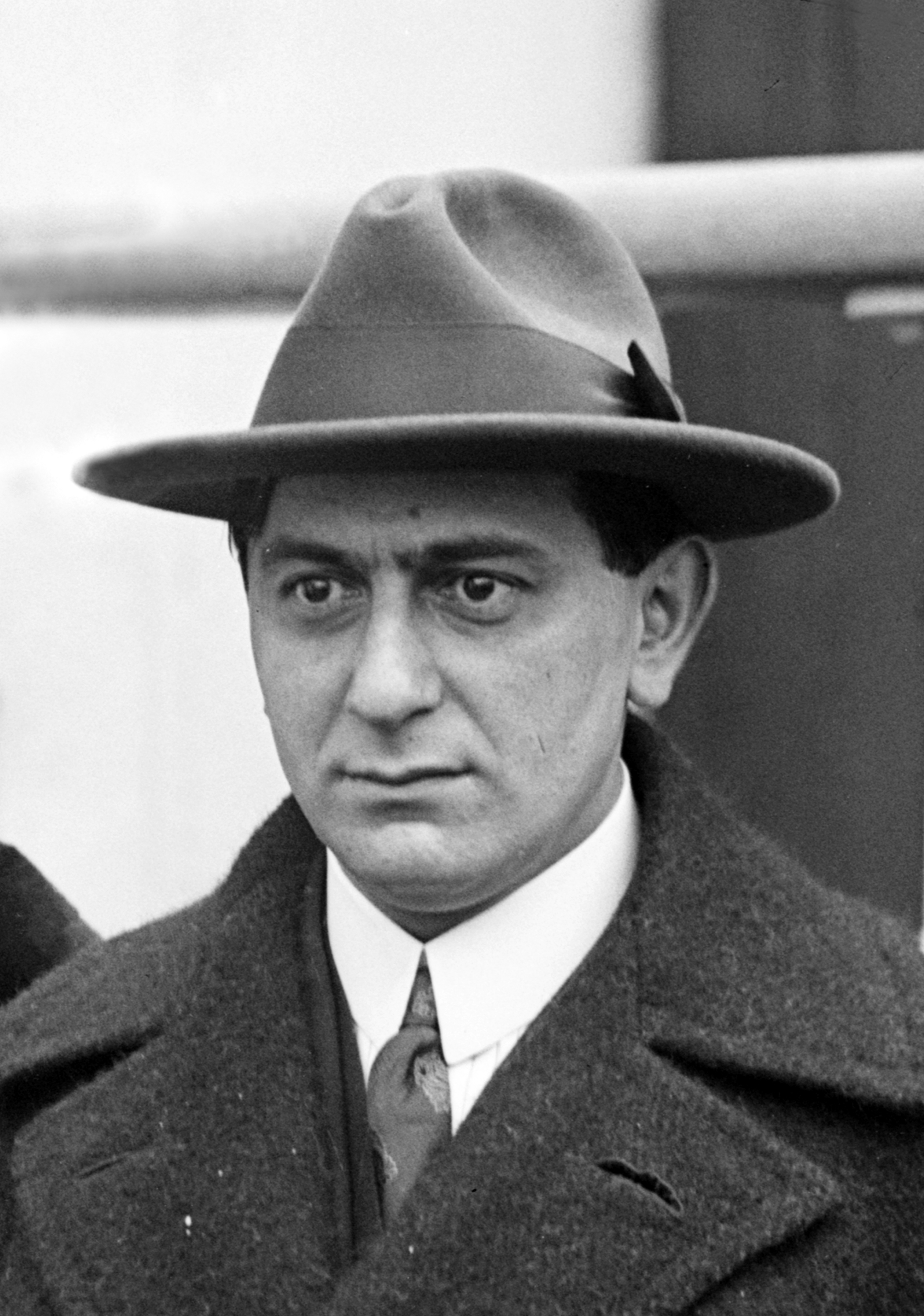
Ernst Lubitsch († 1947)

- 1901: Edward John Eyre, britischer Forscher und Politiker, Gouverneur von Jamaika
- 1904: Marguerite Charpentier, französische Kunstsammlerin und Salonnière
- 1905: Clementine Abel, deutsche Schriftstellerin
- 1907: Ludwig Levy, deutscher Architekt
- 1909: Helene Donner, deutsche Stifterin
- 1911: Johannes Vahlen, deutscher Altphilologe
- 1912: George Armitstead, russischer Ingenieur und Unternehmer, Bürgermeister von Riga
- 1913: Kaspar Eisenkolb, rumäniendeutscher Komponist
- 1916: Dorrit Weixler, deutsche Schauspielerin
- 1917: William E. Chandler, US-amerikanischer Politiker, Senator, Marineminister
- 1921: Hermann Amandus Schwarz, deutscher Mathematiker
- 1929: Catharina Klein, deutsche Malerin
- 1930: Michel Vieuchange, französischer Abenteurer
- 1931: Marc Delmas, französischer Komponist
- 1933: Kamura Isota, japanischer Schriftsteller
- 1933: Oskar Zoth, österreichischer Physiologe
- 1934: Hélène Boucher, französische Pilotin, die als erste Frau über die Alpen flog
- 1934: Philip Hale, US-amerikanischer Organist und Musikkritiker
- 1935: Fernando Pessoa, portugiesischer Dichter
- 1937: Harry Graf Kessler, deutscher Kunstsammler, Mäzen, Schriftsteller, Publizist und Diplomat
- 1938: Corneliu Zelea Codreanu, rumänischer Politiker, Gründer und Führer der Eisernen Garde
- 1939: Béla Kun, ungarischer Journalist und Politiker
- 1939: Max Skladanowsky, deutscher Erfinder und Filmproduzent
- 1941ː Ite Liebenthal, deutsche Lyrikerin, Opfer des Holocaust
- 1941: Ludwig Pincussohn, deutsch-US-amerikanischer Biochemiker und Mediziner
- 1942: Hans Lewy, deutscher Automobilrennfahrer
- 1943: Etty Hillesum, niederländische Schriftstellerin, Opfer der Shoa
- 1943: Paul Otto, deutscher Schauspieler
- 1944ː Lisl Frank, tschechoslowakische Sängerin und Unterhaltungskünstlerin, Opfer der Shoa
- 1944ː Elisabeth Charlotte Gloeden, deutsche Widerstandskämpferin gegen den Nationalsozialismus
- 1944: Max Halbe, deutscher Schriftsteller und Dichter, Vertreter des deutschen Naturalismus
- 1944ː Jeanne Schwyzer-Vogel, Schweizer Frauenrechtlerin
- 1945: Jaromír Herle, tschechischer Komponist und Chorleiter
- 1947: Ernst Lubitsch, deutsch-US-amerikanischer Regisseur und Schauspieler
- 1950: Erich Ziegel, deutscher Theaterregisseur

#### 1951–2000

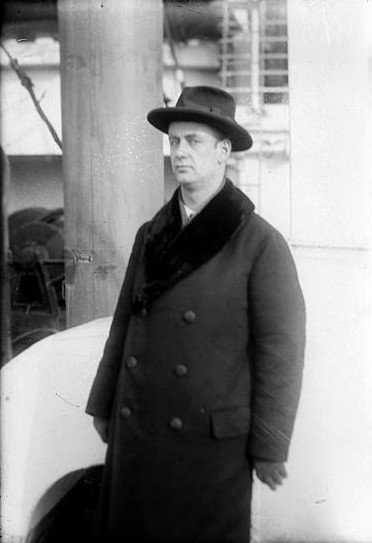
Wilhelm Furtwängler († 1954)

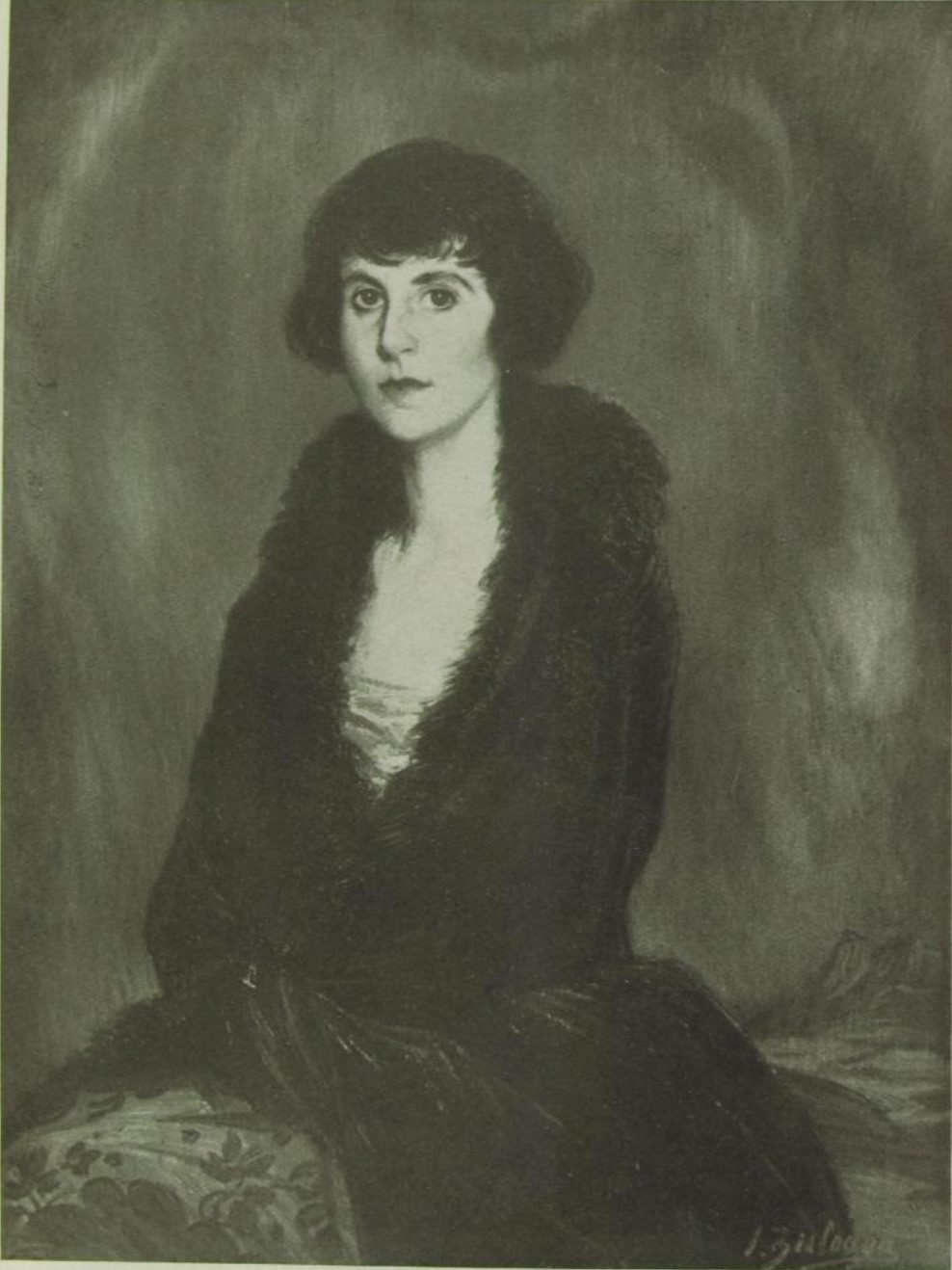
Marie Anne von Goldschmidt-Rothschild († 1973)

- 1953: Ernesto Cortázar, mexikanischer Komponist, Schauspieler, Regisseur und Drehbuchautor
- 1954: Wilhelm Furtwängler, deutscher Dirigent und Komponist
- 1955: Josip Štolcer-Slavenski, kroatischer Komponist
- 1957: Beniamino Gigli, italienischer Opernsänger und Filmschauspieler
- 1958: Hubert Wilkins, australischer Polarforscher
- 1961: Stanisław Kazuro, polnischer Komponist
- 1961: Louis Perriraz, Schweizer evangelischer Geistlicher und Hochschullehrer
- 1962: Johannes Ackermanns, deutscher Kommunalpolitiker
- 1962: Lowell Lee Andrews, US-amerikanischer Mörder
- 1962: Karl Kappler, deutscher Automobilrennfahrer
- 1970: Alfonso Caso y Andrade, mexikanischer Archäologe, Jurist und Politiker, Minister
- 1971: Diana Langes-Swarovski, österreichische Unternehmerin und Fußballclubpräsidentin
- 1972: Hans Erich Apostel, deutsch-österreichischer Komponist
- 1972: Johann Josef Demmel, deutscher Bischof
- 1973ː Marie-Anne von Goldschmidt-Rothschild, deutsche Kunstsammlerin, Malerin, Schriftstellerin
- 1974: Reinhold Ewald, deutscher Lehrer und Maler des Expressionismus
- 1977: Miloš Crnjanski, serbischer Dichter, Erzähler, Reisebeschreiber, Bühnendichter
- 1978: Eileen Law, kanadische Sängerin und Musikpädagogin
- 1979: Arno Assmann, deutscher Schauspieler, Regisseur und Intendant
- 1979: Mario Astarita, italienischer Bankier und Kunstsammler
- 1982: Adolf Heusinger, deutscher General, erster Generalinspekteur der Bundeswehr
- 1983: Anatolij Kos-Anatolskyj, ukrainischer Komponist
- 1986: Herbert Steinmetz, deutscher Schauspieler
- 1987: Helmut Horten, deutscher Warenhausunternehmer und Mäzen
- 1988: Charlie Rouse, US-amerikanischer Tenorsaxophonist
- 1989: Ahmadou Ahidjo, kamerunischer Politiker, Staatspräsident
- 1989: Alfred Herrhausen, deutscher Bankier, Vorstandssprecher der Deutschen Bank, Attentatsopfer
- 1989: Alexander Malachovsky, deutschsprachiger Schauspieler, Hörspielregisseur und -sprecher
- 1989: Gottfried Pohlan, deutscher Motorradrennfahrer
- 1989: Pier Luigi Vestrini, italienischer Ruderer und Maler
- 1990: Fritz Barzilauskas, US-amerikanischer American-Football-Spieler
- 1990: Hilde Spiel, österreichische Journalistin und Schriftstellerin
- 1991: Hans Lietzau, deutscher Theaterregisseur
- 1992: Jorge Donn, argentinischer Balletttänzer
- 1993: David Houston, Country-Sänger und -Songschreiber
- 1994: Lionel Stander, US-amerikanischer Schauspieler
- 1995: Til Kiwe, deutscher Schauspieler
- 1995: Bruno W. Pantel, deutscher Schauspieler
- 1996: Tiny Tim, US-amerikanischer Popmusiker und Entertainer
- 1996: Dainius Trinkūnas, litauischer Pianist und Politiker
- 1997: Kathy Acker, US-amerikanische Schriftstellerin
- 1997: Mary Fergusson, britische Bauingenieurin
- 1997: Peter Stupel, bulgarischer Komponist
- 1999ː Marie Boehlen, Schweizer Juristin und Politikerin
- 1999: Ulrich Wildgruber, deutscher Schauspieler
- 2000: Poul Bjørndahl Astrup, dänischer Physiologe und Laborchemiker
- 2000: Jānis Kalniņš, lettisch-kanadischer Komponist
- 2000ː Ilona Karmel, polnisch-US-amerikanische Schriftstellerin
- 2000: Gerhard Schedl, österreichisch-deutscher Komponist

### 21. Jahrhundert
- 2001: Bernd Hackländer, deutscher Hörspielautor
- 2001: Michael Lentz, deutscher Drehbuchautor, Schauspieler und Regisseur
- 2002: Erdmut Bramke, deutsche Malerin
- 2002: Hans Hartz, deutscher Musiker und Liedermacher
- 2003: Jack Brewer, US-amerikanischer Baseballspieler
- 2003: Gertrude Ederle, US-amerikanische Schwimmerin
- 2003: Hans Kuschke, deutscher Ruderer
- 2003: Eugenio Monti, italienischer Bobfahrer
- 2003: Aloys Odenthal, deutscher Architekt und Widerstandskämpfer gegen den Nationalsozialismus
- 2004: Blanche Moerschel, US-amerikanische Komponistin, Organistin, Pianistin und Musikpädagogin
- 2004: Hildegard Temporini-Gräfin Vitzthum, deutsche Althistorikerin
- 2006: Leonard Freed, US-amerikanischer Fotograf
- 2006: Shirley Walker, US-amerikanische Komponistin, Dirigentin, Pianistin und Produzentin
- 2007: John Lloyd Ackrill, englischer Philosophiehistoriker
- 2007: Engin Arık, türkische Physikerin
- 2007: Seymour Benzer, US-amerikanischer Physiker und Biologe
- 2007: Evel Knievel, US-amerikanischer Motorradstuntman
- 2009: Christopher Anvil, US-amerikanischer Science-Fiction-Autor
- 2009: Christoph Budde, deutscher Fußballspieler
- 2009: Hubert Patthey, Schweizer Automobilrennfahrer und Unternehmer
- 2009: Milorad Pavić, serbischer Schriftsteller
- 2010: Salvador Jorge Blanco, dominikanischer Politiker, Staatspräsident
- 2010: Ueli Luginbühl, Schweizer Radrennfahrer und Schrittmacher
- 2011: Ostara Körner, deutsche Schauspielerin
- 2011: Zdeněk Miler, tschechischer Trickfilmregisseur
- 2012: Konrad Halver, deutscher Schauspieler, Hörspielmacher und Synchronsprecher
- 2013: Peter Graf, deutscher Tennistrainer und -manager
- 2013: Paul Walker, US-amerikanischer Schauspieler
- 2014: Radua Ashur, ägyptische Schriftstellerin und Professorin
- 2014: Muriel Millard, kanadische Schauspielerin, Sängerin, Tänzerin und Malerin
- 2014: Go Seigen, chinesisch-japanischer Go-Spieler
- 2015: Fatima Mernissi, marokkanische Soziologin und Autorin
- 2015: Eldar Rjasanow, sowjetisch-russischer Filmregisseur
- 2016: Kamilló Lendvay, ungarischer Komponist, Dirigent und Musikpädagoge
- 2016: Peter Schönlein, deutscher Kommunalpolitiker, Oberbürgermeister von Nürnberg
- 2017: Colin Groves, britisch-australischer Anthropologe und Primatologe
- 2017: Alfredo Milani, italienischer Motorradrennfahrer
- 2018: George H. W. Bush, US-amerikanischer Politiker, Staatspräsident
- 2018: Dagobert Lindlau, deutscher Journalist und Schriftsteller
- 2019: Mariss Jansons, lettischer Dirigent
- 2020: Tan Eng Bock, singapurischer Wasserballspieler
- 2021: Trude Unruh, deutsche Politikerin und Aktivistin
- 2022: Meinhard von Gerkan, deutscher Architekt
- 2022: Murray Halberg, neuseeländischer Leichtathlet
- 2022: Jiang Zemin, chinesischer Politiker
- 2022ː Olive Mary Hilliard, südafrikanische Botanikerin
- 2022ː Christiane Hörbiger, österreichisch-schweizerische Schauspielerin
- 2022: Christine McVie, britische Sängerin und Musikerin
- 2023: Alistair Darling, britischer Politiker und Schatzkanzler
- 2023: Elliott Erwitt, US-amerikanischer Fotograf
- 2023: Shane MacGowan, irischer Sänger und Musiker
- 2024: Hans Hammerschmid, österreichischer Komponist, Arrangeur, Pianist und Dirigent

## Feier- und Gedenktage
- Kirchliche Gedenktage
  - Hl. Andreas, Apostel, Märtyrer und Bischof (evangelisch, katholisch)
  - Andreasnacht
  - Alexander Roussel, französischer Prediger und Märtyrer (evangelisch)

- Namenstage
  - André, Andrea, Andreas

- Staatliche Feier- und Gedenktage
  - Barbados: Unabhängigkeit von Großbritannien (1966)
  - Rumänien: Andreastag

Weitere Einträge enthält die Liste von Gedenk- und Aktionstagen.